# Charles Conrad
Pour les articles homonymes, voir Conrad et Charles Conrad (homonymie).
Charles Conrad Jr. dit Pete Conrad, né le 2 juin 1930 à Philadelphie (Pennsylvanie) et mort le 8 juillet 1999 à Ojai (Californie), est un aviateur naval, pilote d'essai, ingénieur en aéronautique, astronaute et homme d'affaires américain. Il est le troisième des douze hommes ayant foulé le sol lunaire à ce jour.
Sélectionné dans le groupe d'astronautes 2 de la National Aeronautics and Space Administration (NASA) en 1963, il établit pour son premier vol spatial un record d'endurance spatiale de huit jours avec Gordon Cooper lors de la mission Gemini 5. Conrad commande également la mission Gemini 11. Il devient le troisième humain à marcher sur la Lune après Neil Armstrong et Buzz Aldrin lors de la mission Apollo 12. Après le programme Apollo, il commande Skylab 2, la première mission habitée du programme Skylab. Lors de la mission, lui et ses coéquipiers réparent des dégâts importants lors du lancement de la station spatiale Skylab. Pour cela, le président des États-Unis Jimmy Carter lui décerne la Congressional Space Medal of Honor en 1978.
Après avoir pris sa retraite de la NASA en 1973, il devient vice-président de l'American Television and Communications Company. Il travaille ensuite pour McDonnell Douglas. Au cours de son mandat, il est vice-président du marketing, du développement des affaires internationales et du développement des projets.

## Biographie

### Jeunesse et formation
Charles Conrad Jr. naît le 2 juin 1930 à Philadelphie en Pennsylvanie. Il est le troisième enfant et le premier fils de Charles Conrad Sr. (1892-1969) et de Frances De Rappelage Conrad (née Vinson, 1899-1981), une famille connaissant sa réussite dans l'immobilier et la finance. Charles Conrad Sr., qui a servi comme aéronaute dans la Première Guerre mondiale, est courtier.
Sa mère souhaite nommer son fils « Peter », mais Charles insiste pour que son premier fils porte son nom. Dans un compromis entre les deux parents, le nom de son acte de naissance est « Charles Conrad Jr. » mais pour sa mère et pour tous ceux qui le connaissent, il est « Peter ». Quand il a 21 ans, le père de sa fiancée l'appelle « Pete » et par la suite, Conrad adopte ce nom. Ainsi, pour le reste de sa vie, il est connu comme « Pete » pour quasiment tout le monde.
La Grande Dépression anéantit la fortune de la famille Conrad. En 1942, la famille perd son manoir à Philadelphie, puis s'installe dans une petite maison, payée par le frère de Frances, Egerton Vinson. Finalement, Charles Sr., ébranlé par les difficultés financières, quitte sa famille.
Pete Conrad est considéré comme un garçon brillant et intelligent, mais a des difficultés avec ses devoirs. Il souffre de dyslexie, une maladie mal comprise à l'époque. Conrad fréquente la Haverford School (en), une école privée et sélective à Haverford en Pennsylvanie, fréquentée par les générations précédentes de Conrad. Même après le ralentissement des capacités financières de sa famille, son oncle Egerton l'aide à poursuivre ses études à Haverford. Cependant, la dyslexie de Conrad continue à contrarier ses efforts académiques. Après avoir échoué à la plupart de ses examens de onzième année, il est renvoyé de l'école.
La mère de Conrad refuse de croire que les difficultés de son fils sont insurmontables et elle entreprend de lui trouver une école appropriée. Elle trouve ainsi l'école Darrow à New Lebanon dans l'État de New York où son fils apprend à appliquer une approche systémique à l'apprentissage et trouve ainsi un moyen de contourner sa maladie. Conrad excelle tellement à Darrow que, après l'obtention de son diplôme en 1949, il est non seulement admis à l'université de Princeton, mais il reçoit également une bourse d'études complète du Corps de formation des officiers de la réserve navale (NROTC). À Darrow, bien qu'il ne mesure que 1,67 m et pèse 61 kg, Conrad joue titulaire comme centre de son équipe de football américain et devient capitaine de l'équipe.
À l'âge de quinze ans, Conrad travaille pendant l'été à l'aérodrome de Paoli, près de Paoli en Pennsylvanie, où il négocie la tonte de la pelouse et divers travaux d'entretien contre des vols en avion et des cours. Il en apprend davantage sur la mécanique et le fonctionnement des aéronefs ainsi que de leurs moteurs, avant de passer à des travaux d'entretien mineurs sur ceux-ci. À l'âge de seize ans, il parcourt près de 160 km pour aider un instructeur de vol dont l'avion avait été contraint de se poser d'urgence. Conrad répare seul l'avion et, par la suite, l'instructeur donne à Conrad des leçons de vol afin qu'il obtienne son brevet de pilote avant même d'avoir obtenu son diplôme du lycée.
Conrad continue à voler alors qu'il est à l'université, gardant non seulement son brevet de pilote, mais gagnant également une qualification de vol aux instruments. Il obtient un baccalauréat en sciences en génie aéronautique de l'université Princeton en 1953 et une nomination (commission) automatique en tant qu'enseigne dans la marine américaine en tant que diplômé du NROTC.

### Aviation navale

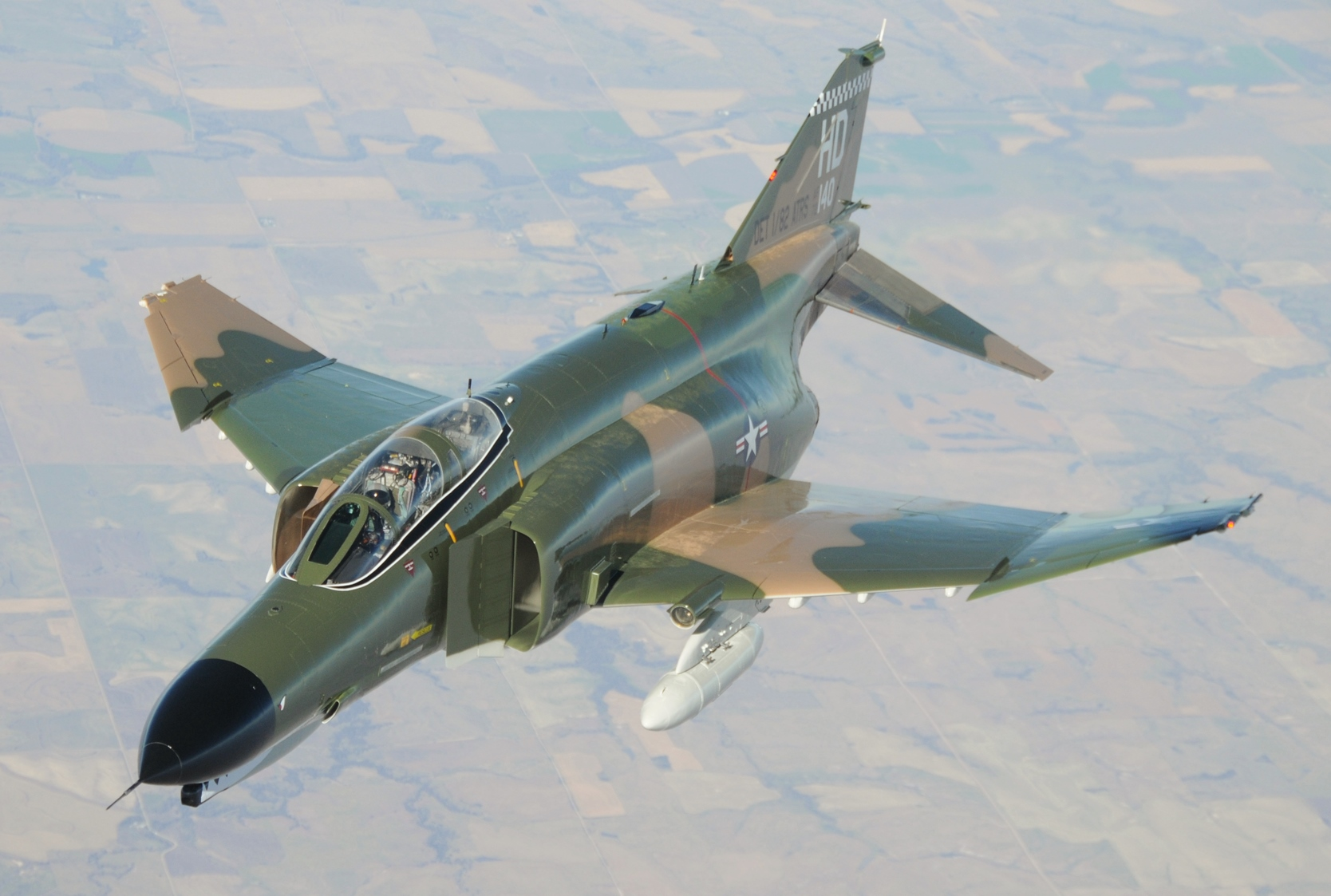
Un McDonnell Douglas F-4 Phantom II.

À la suite de sa commission en 1953, Conrad est envoyé à la base aéronavale de Pensacola en Floride, pour y suivre un entraînement au vol. Il est également formé à la base aéronavale de Corpus Christi au Texas. Il est désigné aviateur naval en septembre 1954 et devient pilote de chasse. Il excelle à l'école de pilotage de la marine et exerce pendant plusieurs années les fonctions de pilote de chasse sur porte-avions. Conrad sert également en tant qu'instructeur de vol dans les écoles de pilotage de la marine le long du golfe du Mexique.
Par la suite, Conrad demande à intégrer l'école des pilotes d'essai de la Navy sur la base de Patuxent dans le Maryland. Ses camarades de classe sont par exemple les futurs astronautes Walter Schirra et James Lovell. Il obtient son diplôme en 1958 et est nommé pilote d'essai. Conrad devient captain de la marine américaine le 11 décembre 1969.
Au cours de cette période, Conrad est invité à prendre part au processus de sélection du premier groupe d'astronautes de la National Aeronautics and Space Administration (NASA), groupe appelé plus tard les « Mercury Seven ». Conrad, à l'instar des autres candidats, passe plusieurs jours au Lovelace Respiratory Research Institute (LRRI) au Nouveau-Mexique, pour des tests médicaux et psychologiques. Considérant ces derniers comme invasifs, inutiles, voire dégradants, contrairement aux autres candidats, il se disqualifie lui-même en refusant de passer ces tests médicaux. Par exemple, au cours d'un test de Rorschach, il dit au psychiatre qu'une des cartes de tache d'encre révèle une relation sexuelle complète avec des détails sombres et lorsqu'on lui montre une carte vierge, il la retourne, la repousse et répond : « c'est à l'envers ». Finalement, quand on lui demande de livrer un échantillon de selles au laboratoire, il place ce contenu dans une boîte-cadeau et noue un ruban rouge autour. Il finit par quitter l'institut. Sa demande initiale auprès de la NASA est rejetée avec une annotation qu'il ne convient pas à un vol de longue durée.
Après son épisode avec la NASA, Conrad retourne dans la marine en tant que pilote de chasse, faisant partie du VF-96 (en), deuxième escadron opérationnel de McDonnell Douglas F-4 Phantom II de la flotte du Pacifique, à bord de l'USS Ranger. Il enregistre au total plus de 6 500 heures de vol, dont plus de 5 000 heures sur des avions à réaction.

### Carrière d'astronaute

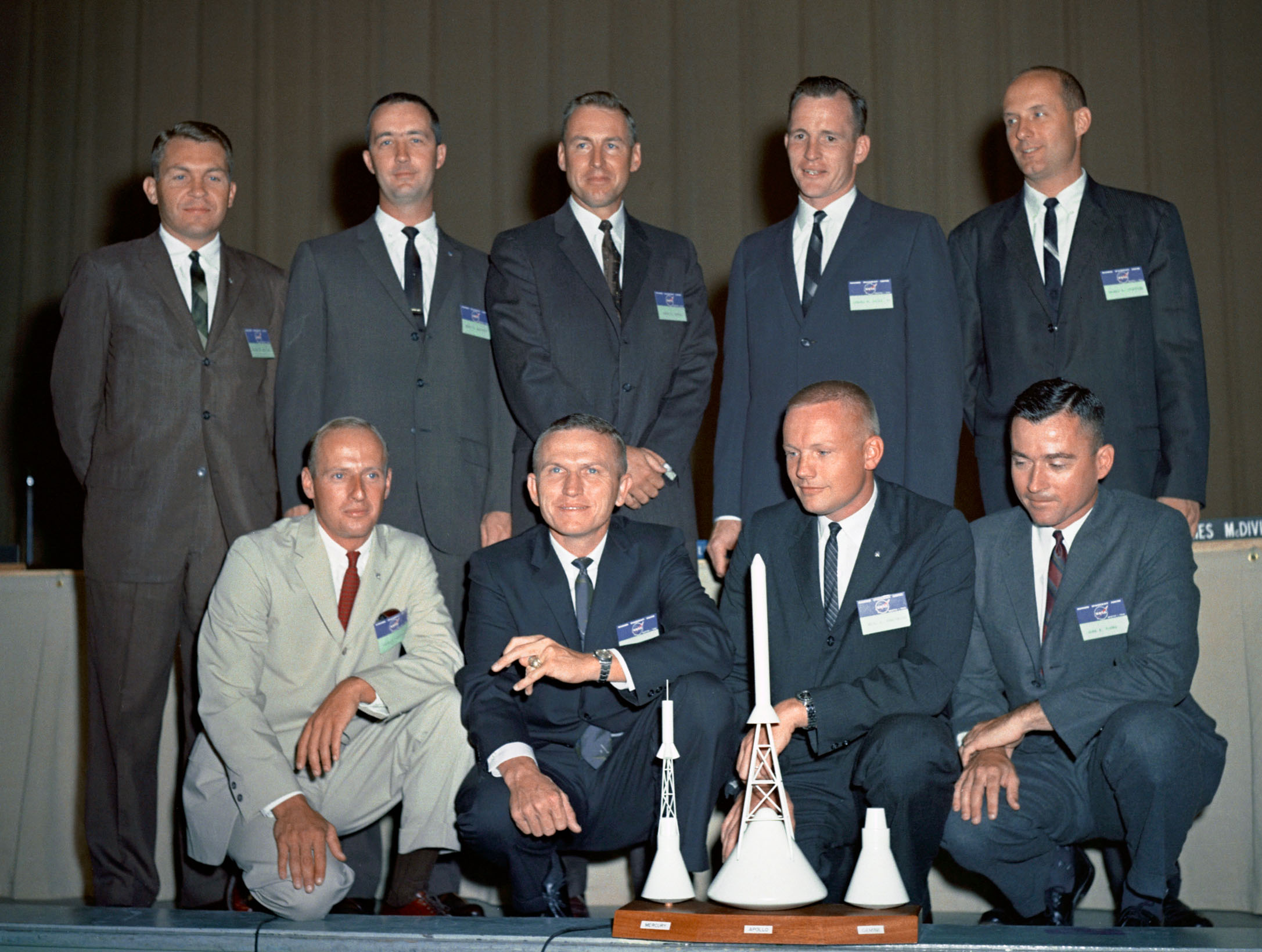
Le groupe d'astronautes 2 le 17 septembre 1962. Au fond : Elliot See, James McDivitt, James Lovell, Edward White et Thomas Stafford. Devant : Charles Conrad, Frank Borman, Neil Armstrong et John Young.

Par la suite, la NASA annonce qu'elle cherche à constituer un deuxième groupe d'astronautes. Alan Shepard, vétéran du programme Mercury qui connaît Conrad depuis ses débuts d'aviateur de marine et de pilote d'essai, le persuade de présenter à nouveau sa candidature. Cette fois, Conrad se soumet aux tests médicaux invasifs. En juin 1962, il est choisi pour rejoindre la NASA.

#### Programme Gemini
Conrad rejoint la NASA le 17 septembre 1962 au sein du groupe d'astronautes 2, connu sous le nom de « New Nine ». Considéré comme l'un des meilleurs pilotes du groupe, il est l'un des premiers de son groupe à se voir attribuer une mission du programme Gemini.

##### Gemini 5
En tant que pilote de Gemini 5, il a, avec Gordon Cooper, établi un nouveau record d'endurance spatiale de huit jours. La durée du vol de Gemini 5 est en réalité de 7 jours, 22 heures et 55 minutes, dépassant ainsi le record soviétique existant de cinq jours. Huit jours est le temps requis estimé pour les premières missions d'alunissage avec équipage. D'une façon facétieuse, Conrad fait référence au vaisseau de Gemini 5 comme une « poubelle volante ». Conrad teste de nombreux systèmes essentiels au programme Apollo. Il est également l'un des plus petits astronautes, avec une taille de 1,69 m, et trouve donc le confinement du vaisseau Gemini moins gênant que Cooper.

Photographies de Gemini 5
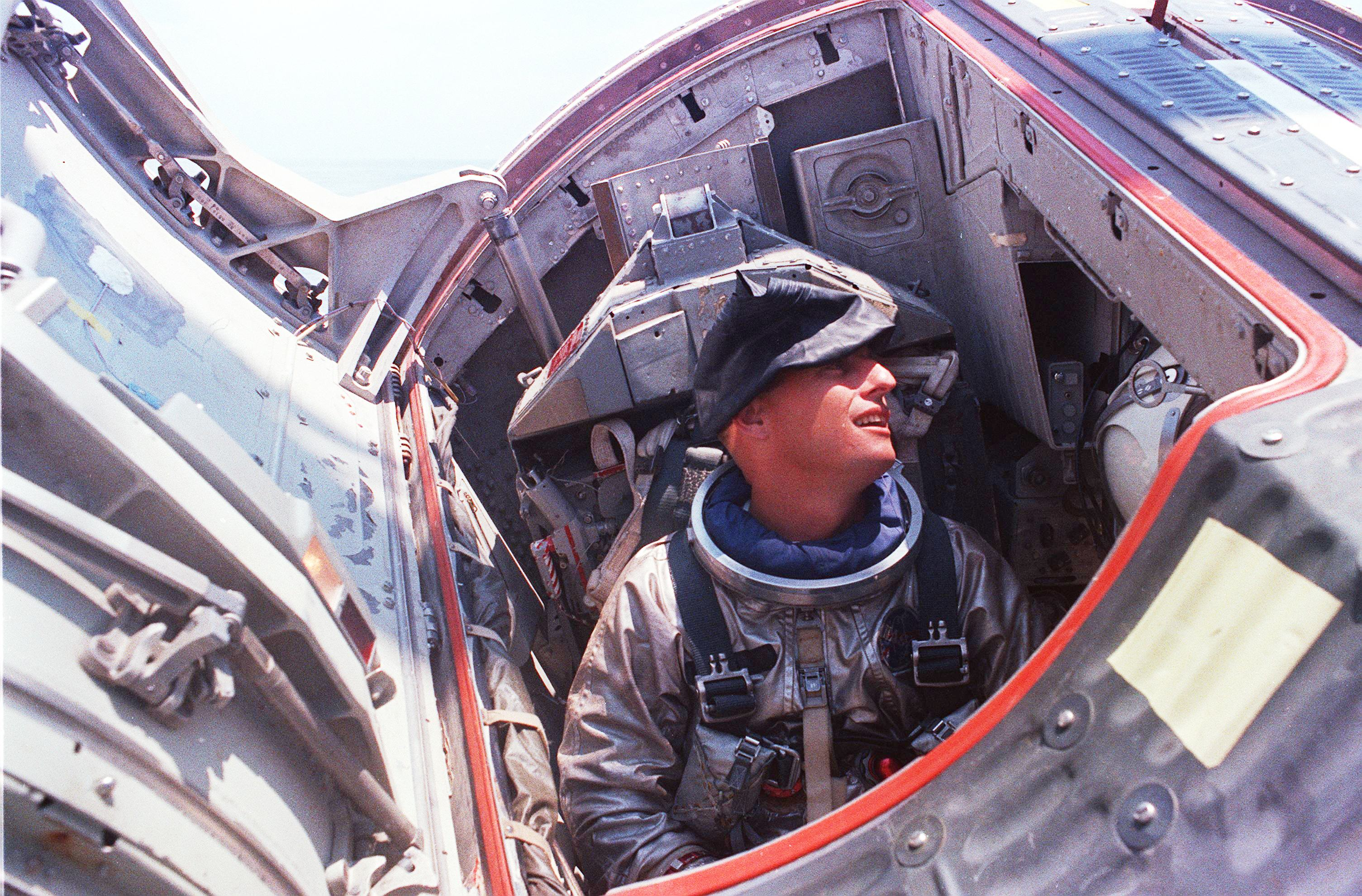
Conrad lors d'un essai le 21 juillet 1965.
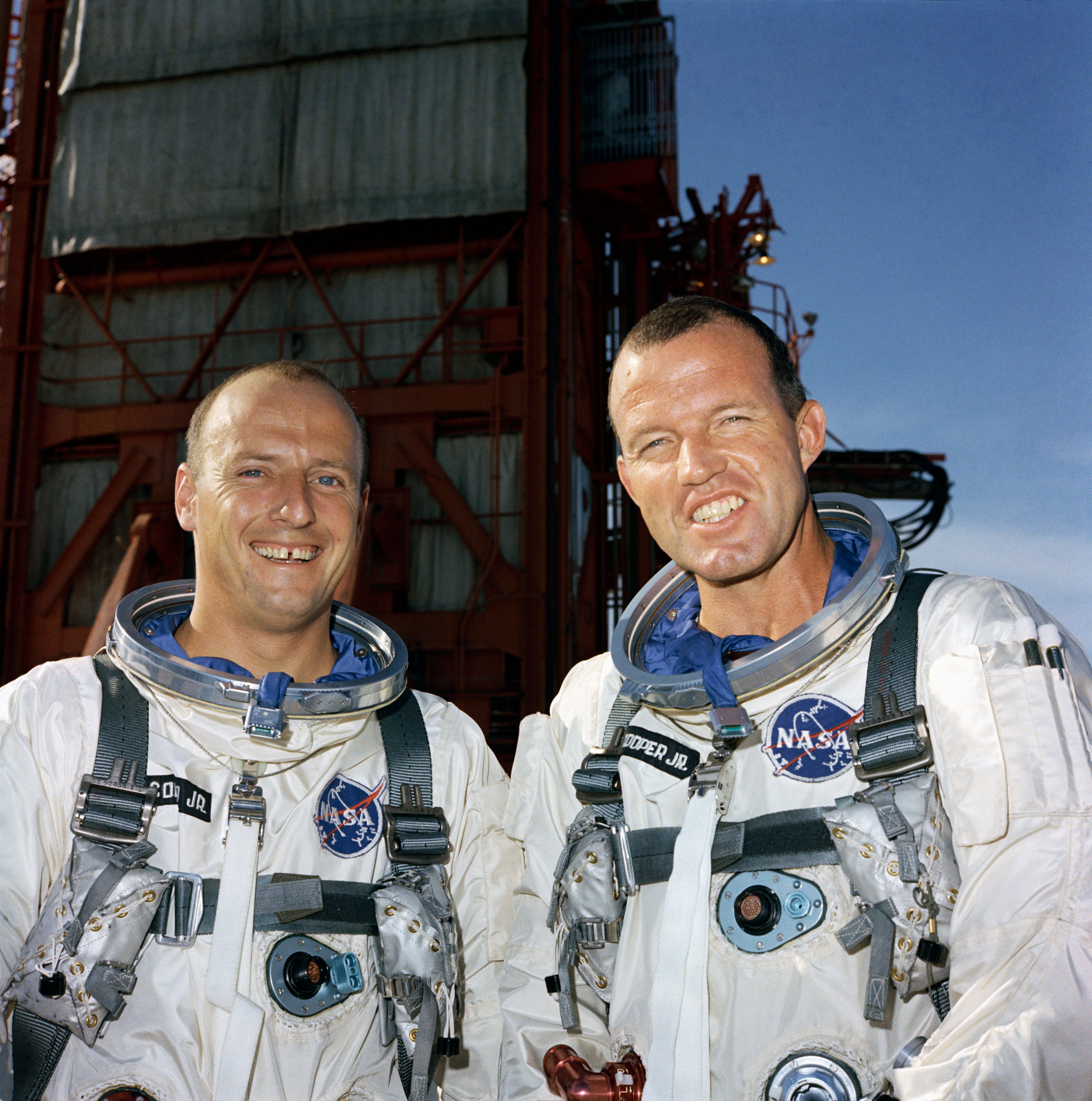
L'équipage de Gemini 5, Conrad et Cooper, le 16 août 1965.
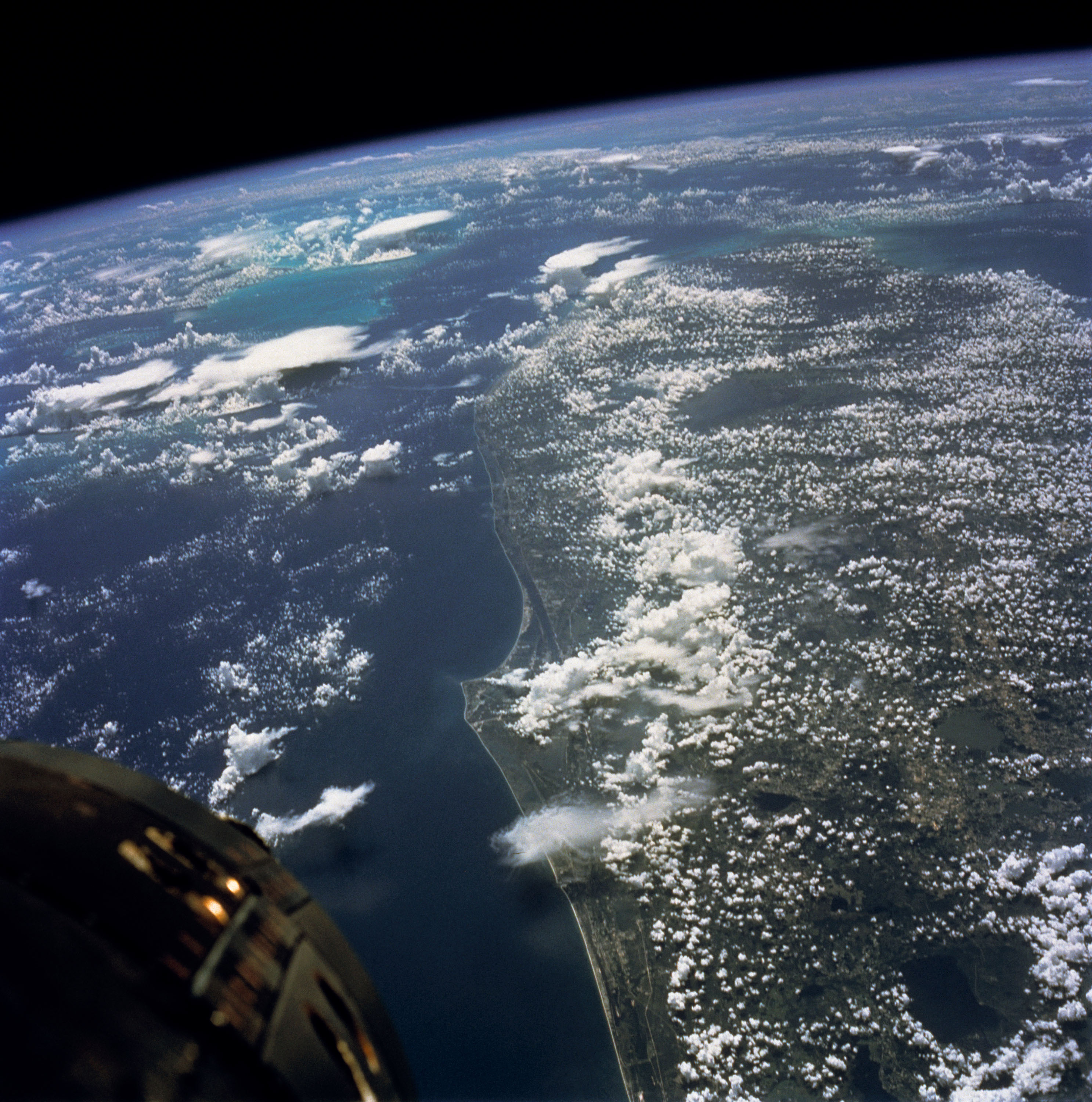
La zone du centre spatial Kennedy vue depuis Gemini 5 en août 1965.
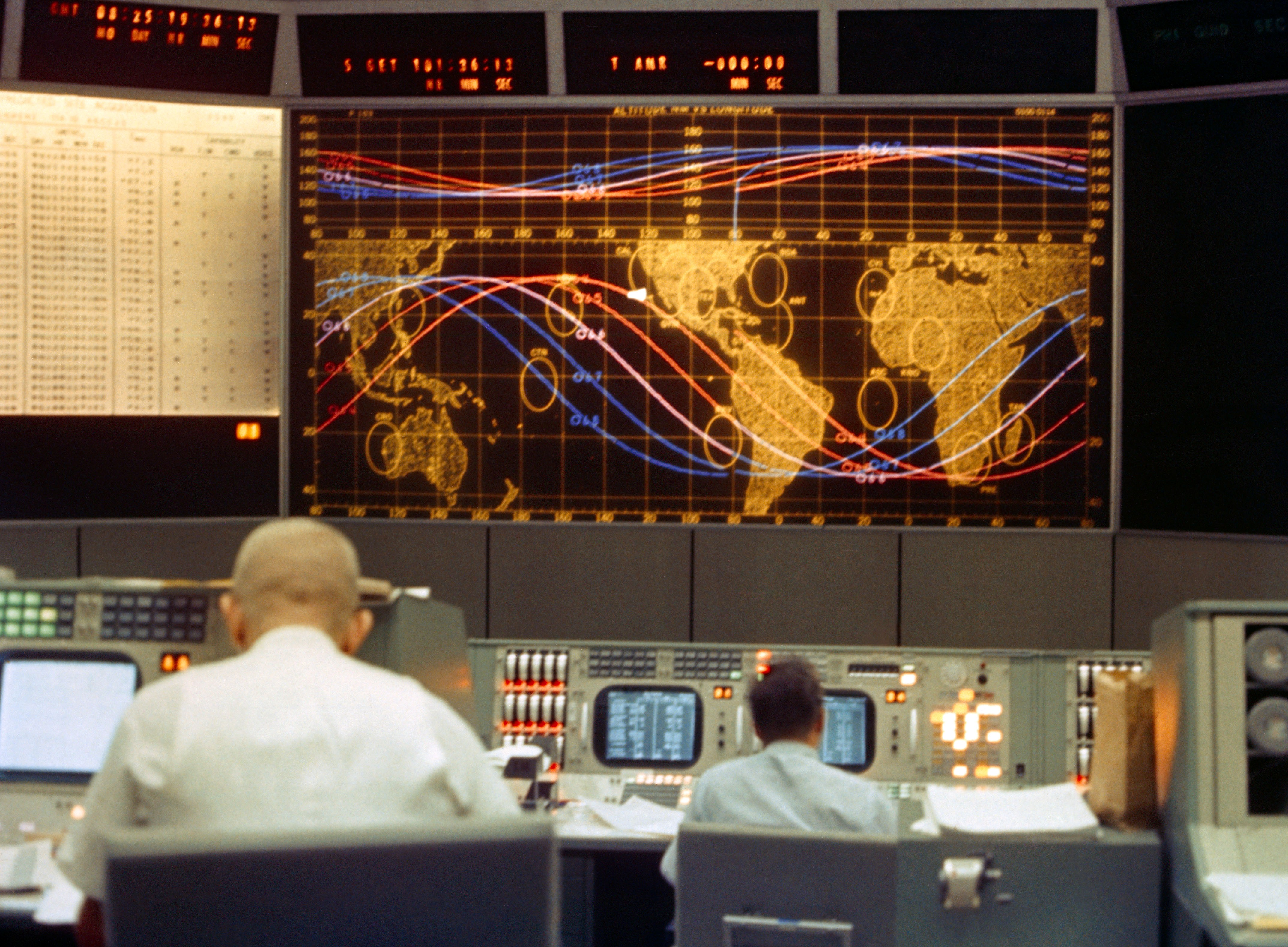
L'écran de suivi de Gemini 5 dans le centre de contrôle de mission en août 1965.
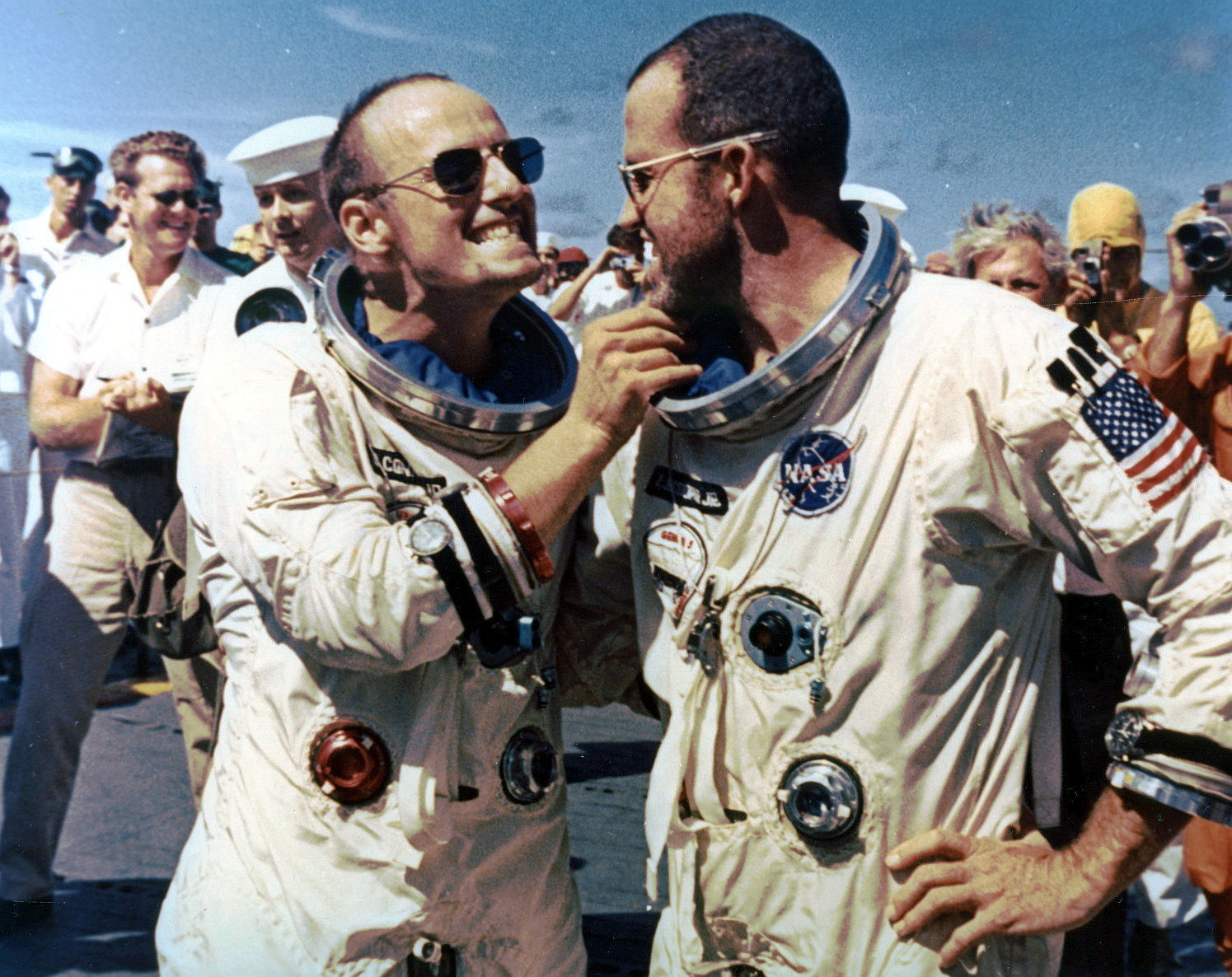
Conrad et Cooper sur le pont de l'USS Lake Champlain le 29 août 1965.
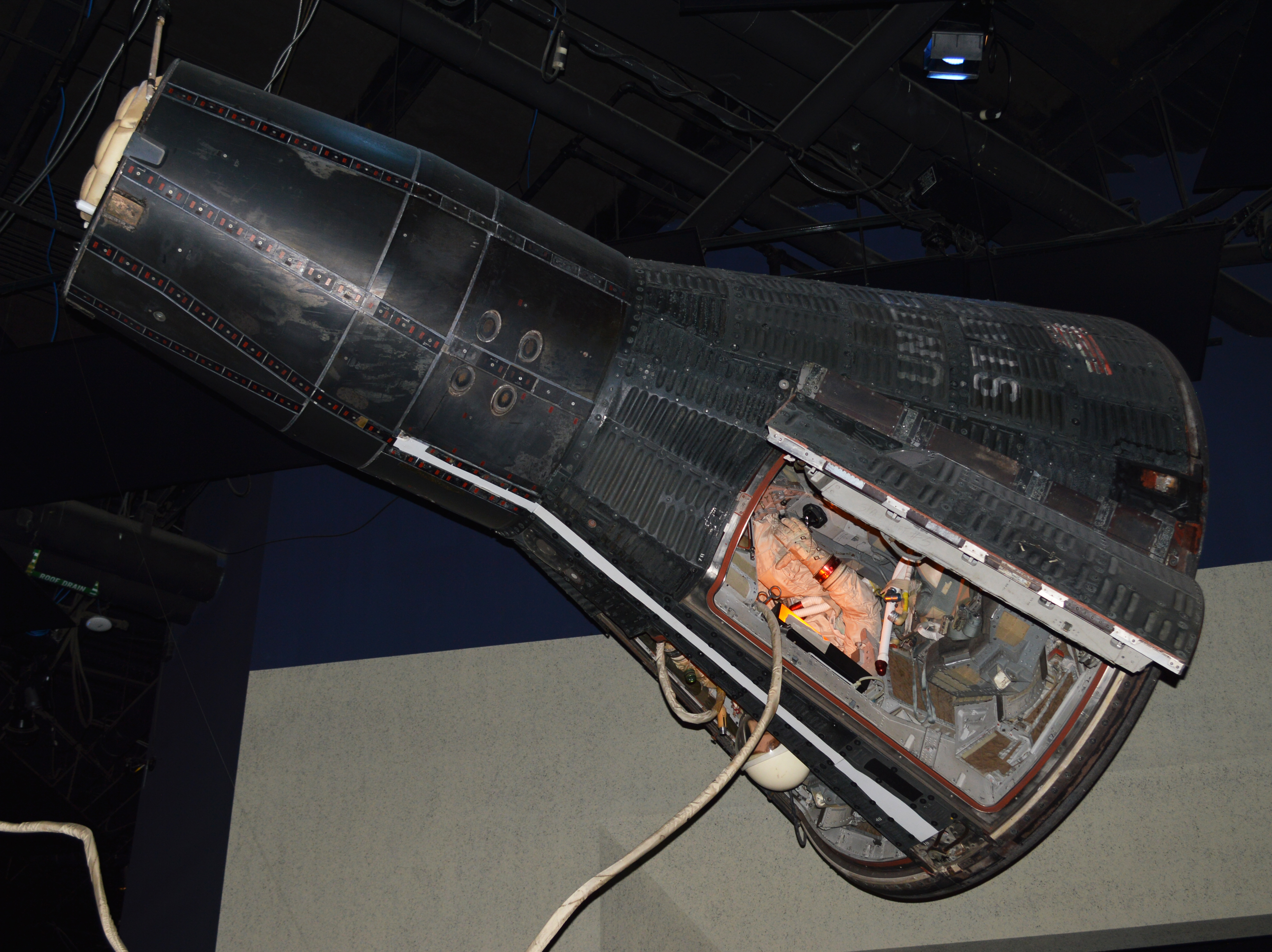
La capsule Gemini 5 exposée au Space Center Houston.

##### Gemini 11
Il est nommé commandant de l'équipage de réserve de Gemini 8, puis commandant de Gemini 11 avec le pilote Richard Gordon. Gemini 11 s'est amarré à un véhicule cible Agena immédiatement après avoir atteint l'orbite. Une telle manœuvre consiste en un test d'ingénierie et en vol similaire à ce que le module de commande et de service Apollo et le module lunaire Apollo doivent ultérieurement accomplir. En outre, le vol Gemini 11 présente la particularité d'être l'orbite terrestre à la plus haute de l'apogée de l'époque, avec 1 369 kilomètres.

Photographies de Gemini 11
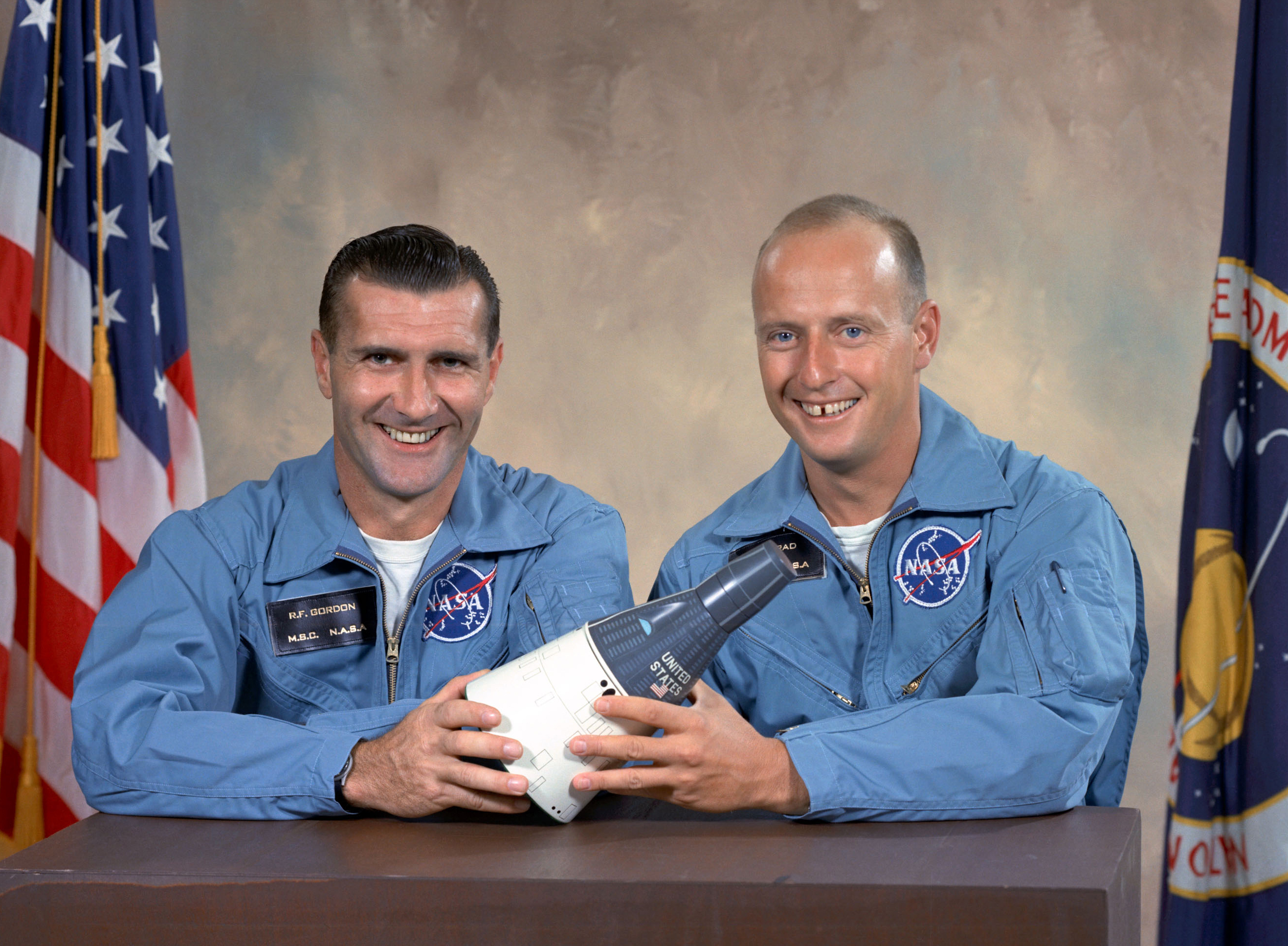
Portrait de l'équipage de Gemini 11 le 4 novembre 1965.
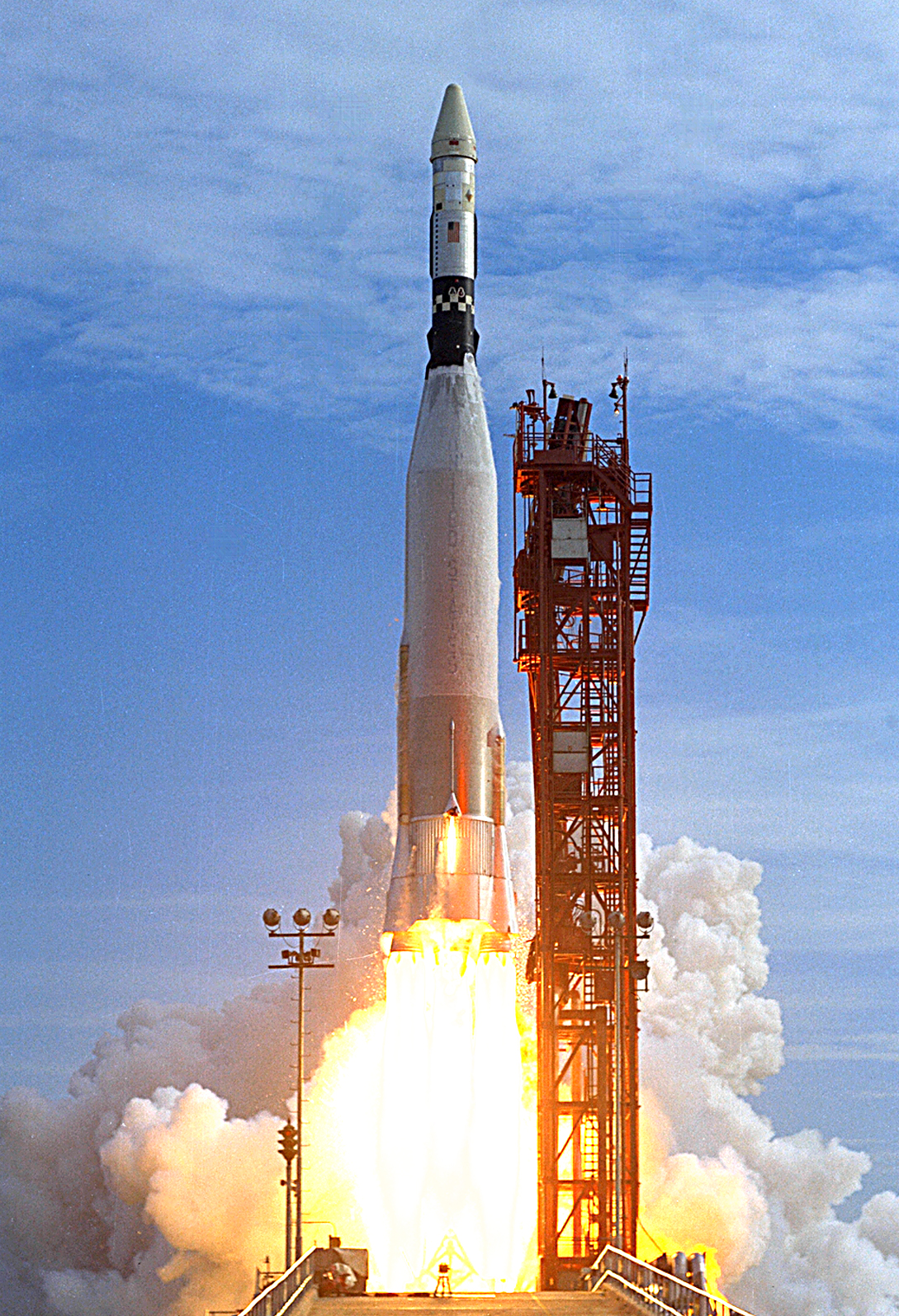
Lancement du véhicule cible pour Gemini 11 le 12 septembre 1966.
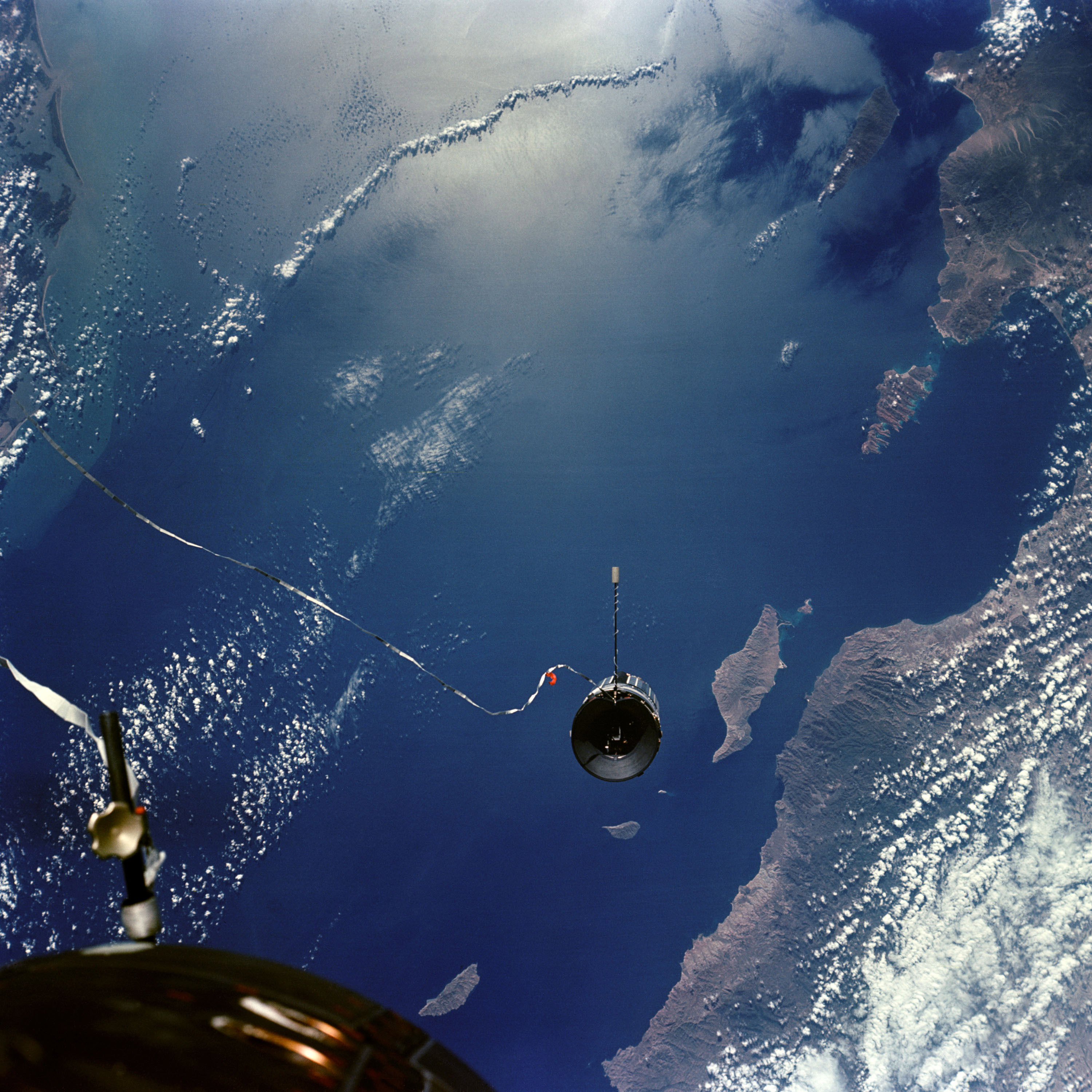
Le véhicule cible vu depuis le vaisseau Gemini 11 le 14 septembre 1966.
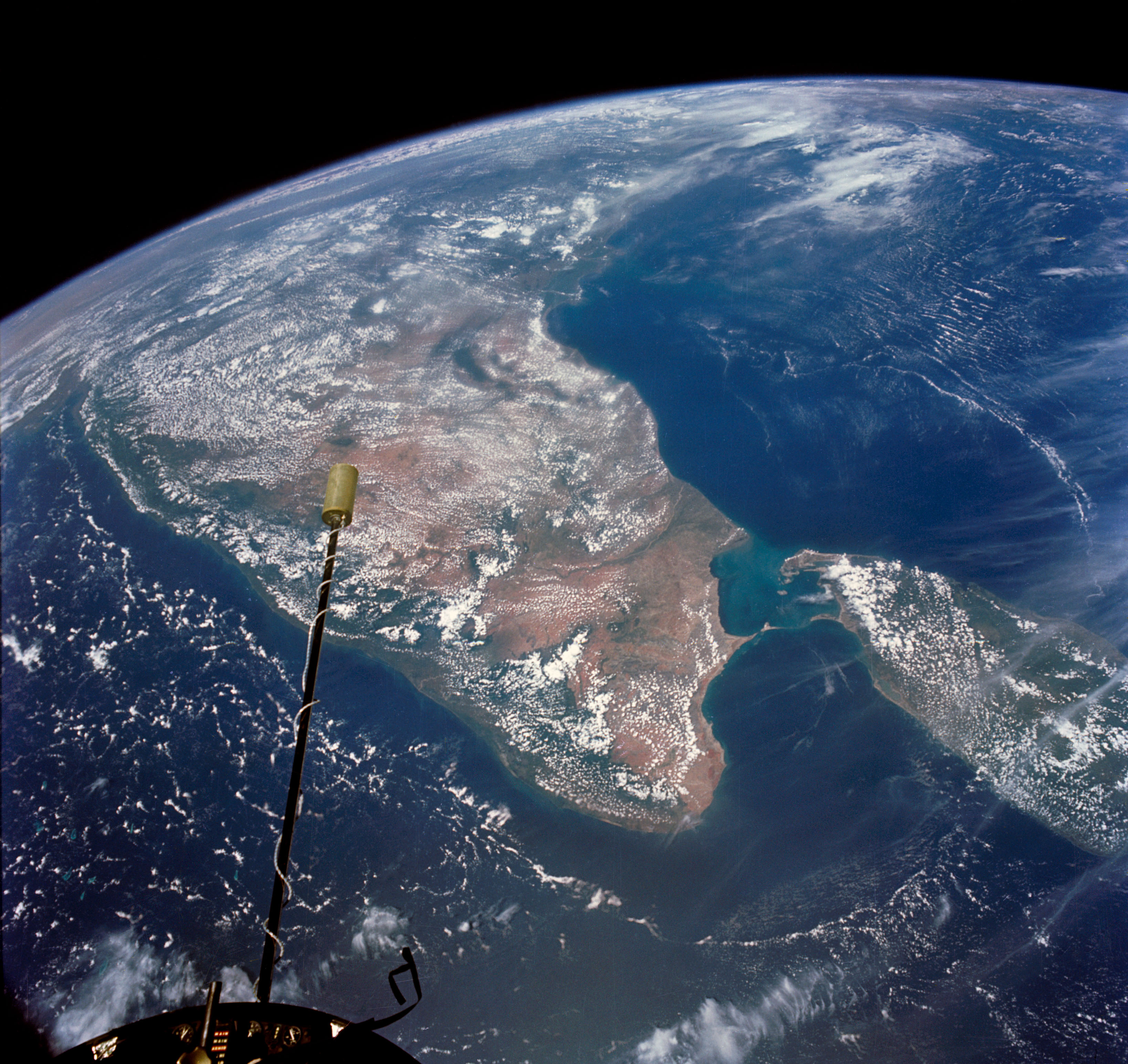
L'Inde et le Sri Lanka vus depuis la capsule le 14 septembre 1966.
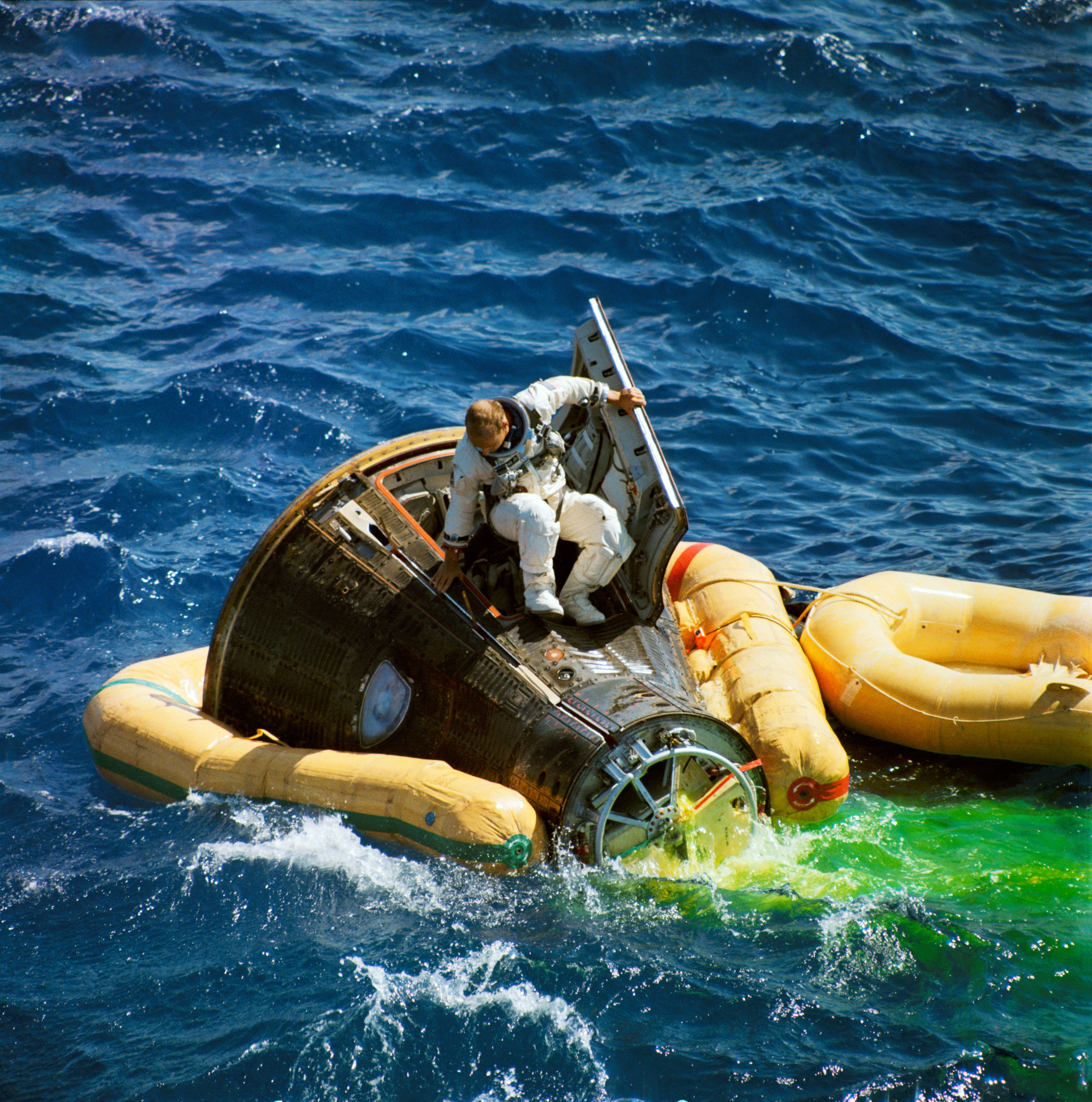
Conrad s'extrayant de la capsule Gemini le 15 septembre 1966.
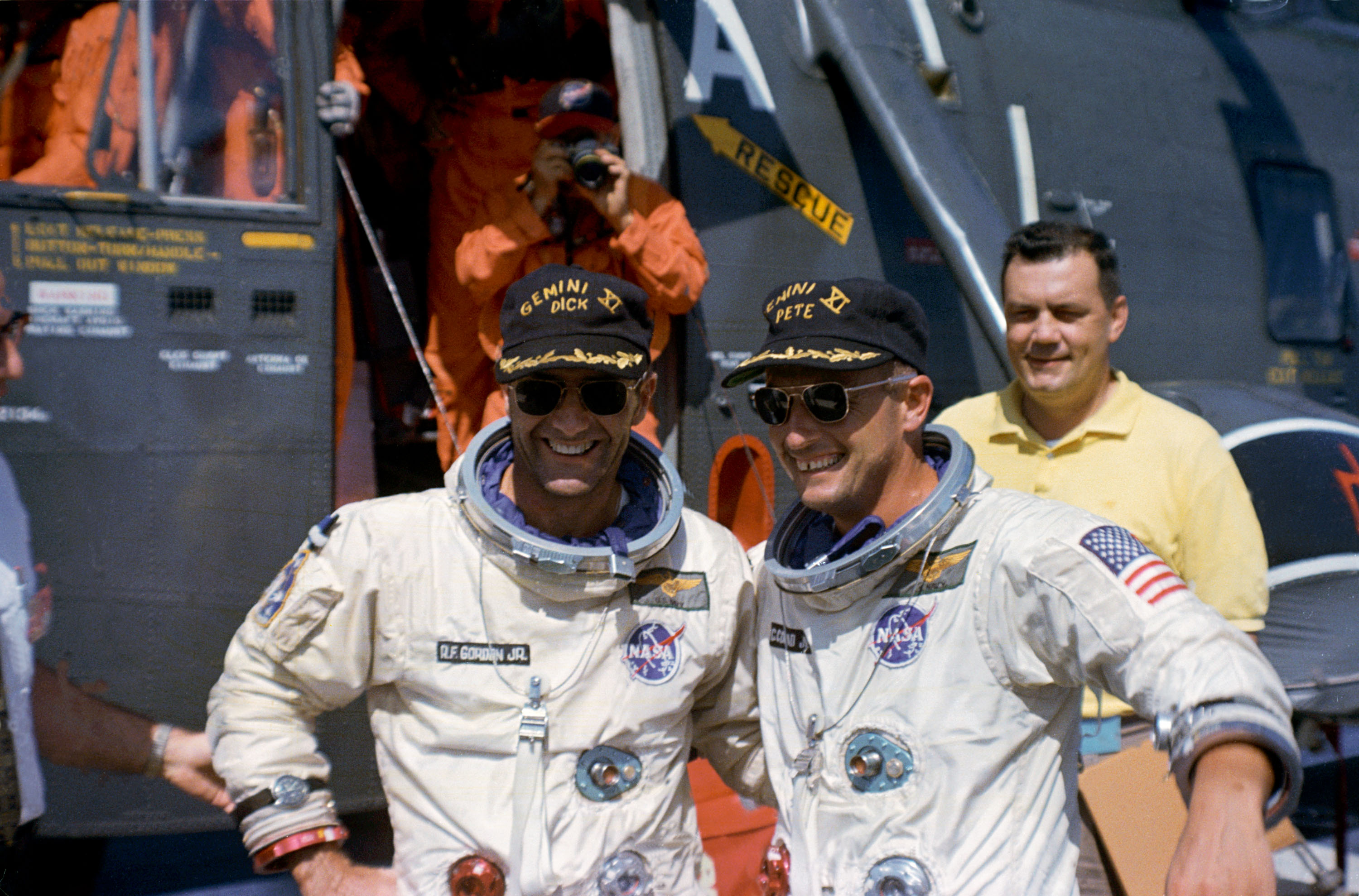
Gordon et Conrad posant sur le pont de l'USS Guam le 15 septembre 1966.

#### Programme Apollo

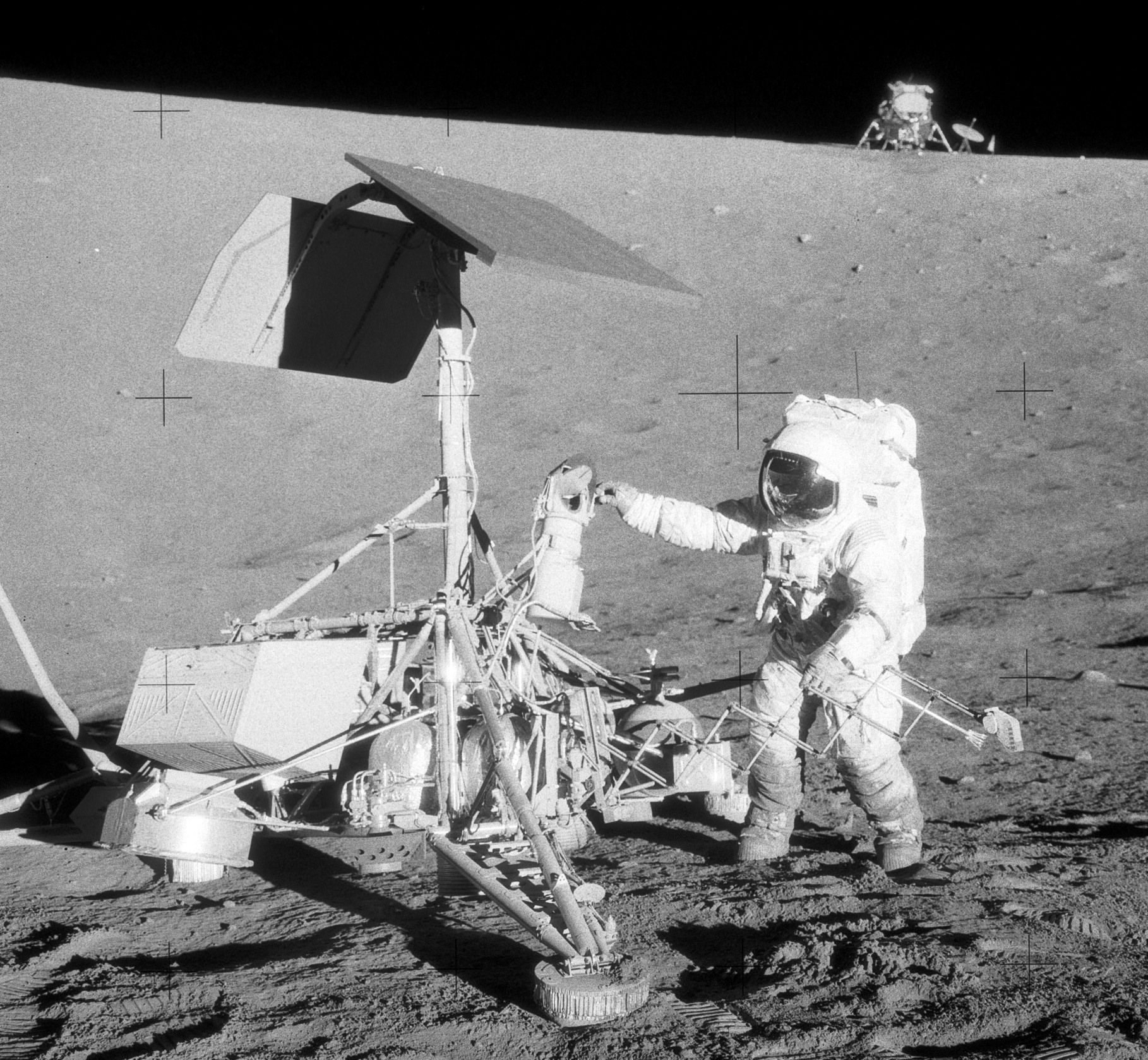
Conrad sur la Lune à côté de la sonde Surveyor 3 le 19 novembre 1969.

En décembre 1966, Conrad est chargé de commander l'équipage de réserve pour le premier vol d'essai orbital terrestre de l'engin spatial Apollo complet (c'est-à-dire le Module de commande et de service Apollo et son module lunaire) en orbite terrestre basse. Des retards dans le développement du module lunaire repoussent cette mission jusqu'en décembre 1968, sous le nom d'Apollo 8. Après un retard supplémentaire dans la préparation du premier module lunaire pour le vol habité, la NASA approuve et programme une mission en orbite lunaire sans le module lunaire (comme Apollo 8), repoussant la mission de réserve de Conrad à Apollo 9 en mars 1969. Deke Slayton, directeur des opérations des équipages, a pour pratique de désigner une équipe de réserve comme équipage principal à la troisième mission qui suit, ce qui permet d'estimer que si l'échange entre Apollo 8 et 9 n'avait pas eu lieu, Conrad aurait peut-être commandé Apollo 11, la première mission à alunir.
Le 14 novembre 1969, Apollo 12 est lancé avec Conrad en tant que commandant, Richard Gordon en tant que pilote de module de commande et Alan Bean en tant que pilote de module lunaire. Le lancement est le plus complexe du programme Apollo, car une série de foudroiements arrivent juste après le décollage, ce qui coupe temporairement le courant et le guidage du module de commande. Malgré cela, l'équipage rallume les piles à combustible et résout la panne.
Cinq jours plus tard, Conrad et Bean parviennent sur la surface lunaire. Conrad étant le plus proche de la sortie pour aller sur la Lune, il devient le troisième marcheur lunaire après Neil Armstrong et Buzz Aldrin. En sortant du module lunaire, Conrad plaisante sur sa petite taille en disant : « Youpi ! Mec, c'était peut-être un petit pour Neil, mais c'est long pour moi »,. Cette phrase humoristique est en fait un pari avec la journaliste italienne Oriana Fallaci pour prouver que la NASA n'écrivait pas les commentaires de l'astronaute,. Conrad utilise le terme « long » et Armstrong « petit » car ils font référence à deux actions différentes : descendre de l'échelle vers la plateforme d'atterrissage à l'opposition de descendre horizontalement de la plateforme vers la surface lunaire. Les mots de Conrad lorsqu'il marche réellement sur la Lune sont « Oooh, [c'est] doux et nauséeux ».
Lors du travail sur la Lune, les carnets de commande situés sur les avant-bras des combinaisons des astronautes leur réservent une surprise : des membres de la NASA avaient glissé entre les pages des carnets des photos de playmates, ce qui a fait rire les astronautes en mission. L'une des photos qu'il a prises pendant la mission avec sa propre image visible sur la visière du casque d'Alan Bean est considérée comme l'un des meilleurs selfies spatiaux selon le magazine Popular Science.
Conrad doit également faire partie de la mission Apollo 20, ce qui l'aurait amené à marcher une seconde fois sur la Lune ; celle-ci est annulée.

Photographies d'Apollo 12
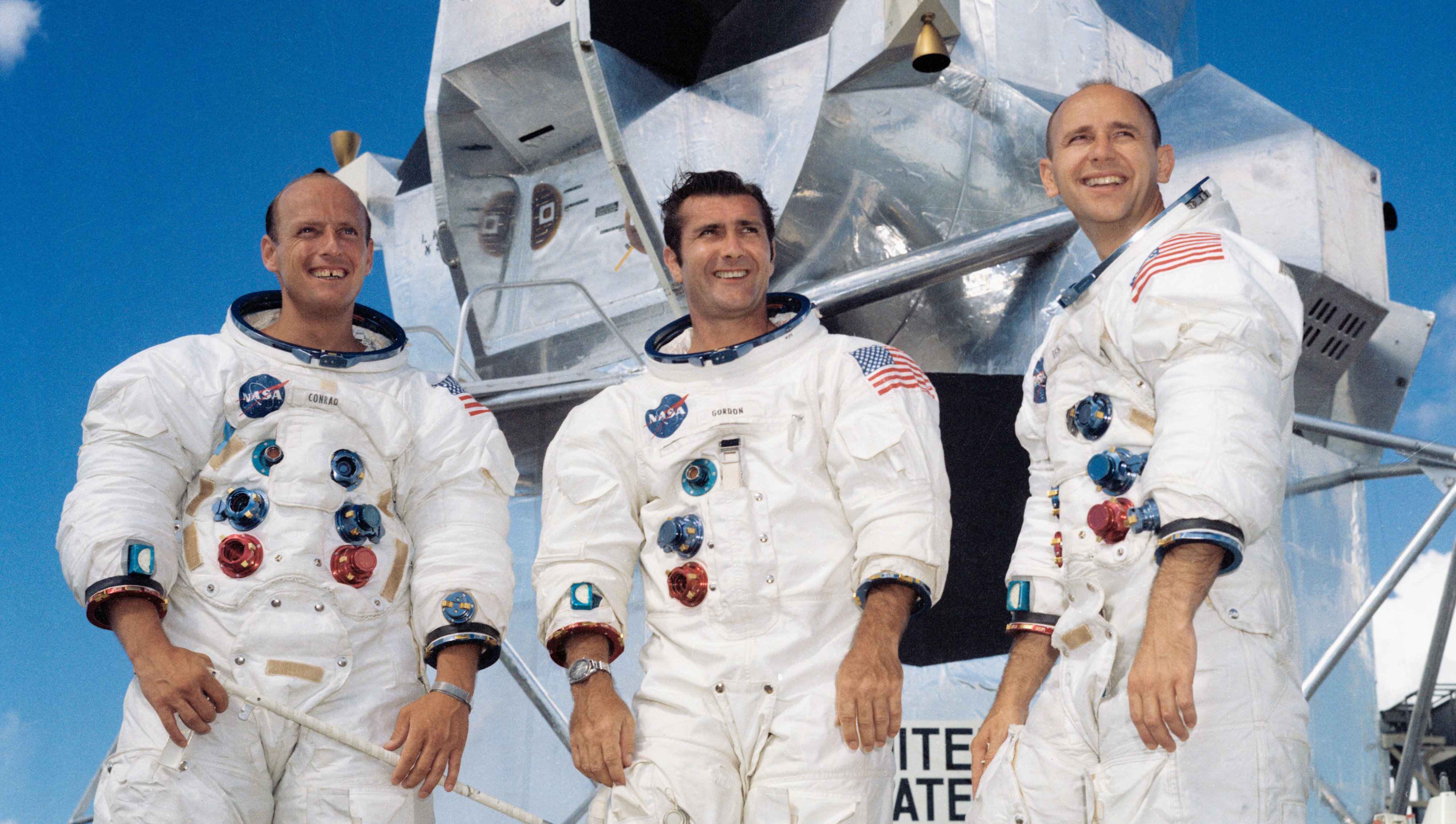
L'équipage d'Apollo 12 le 22 septembre 1969.
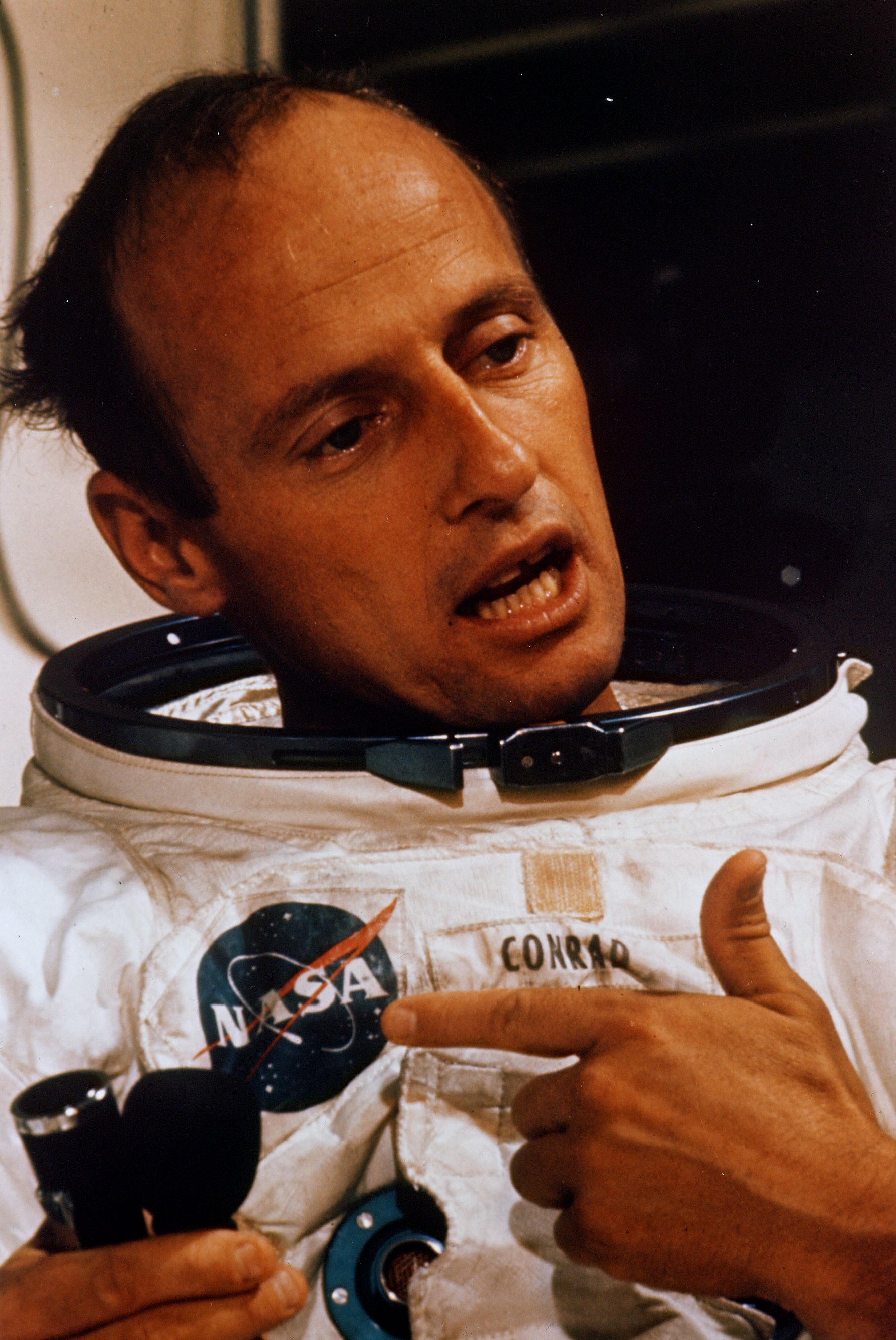
Conrad en septembre 1969.
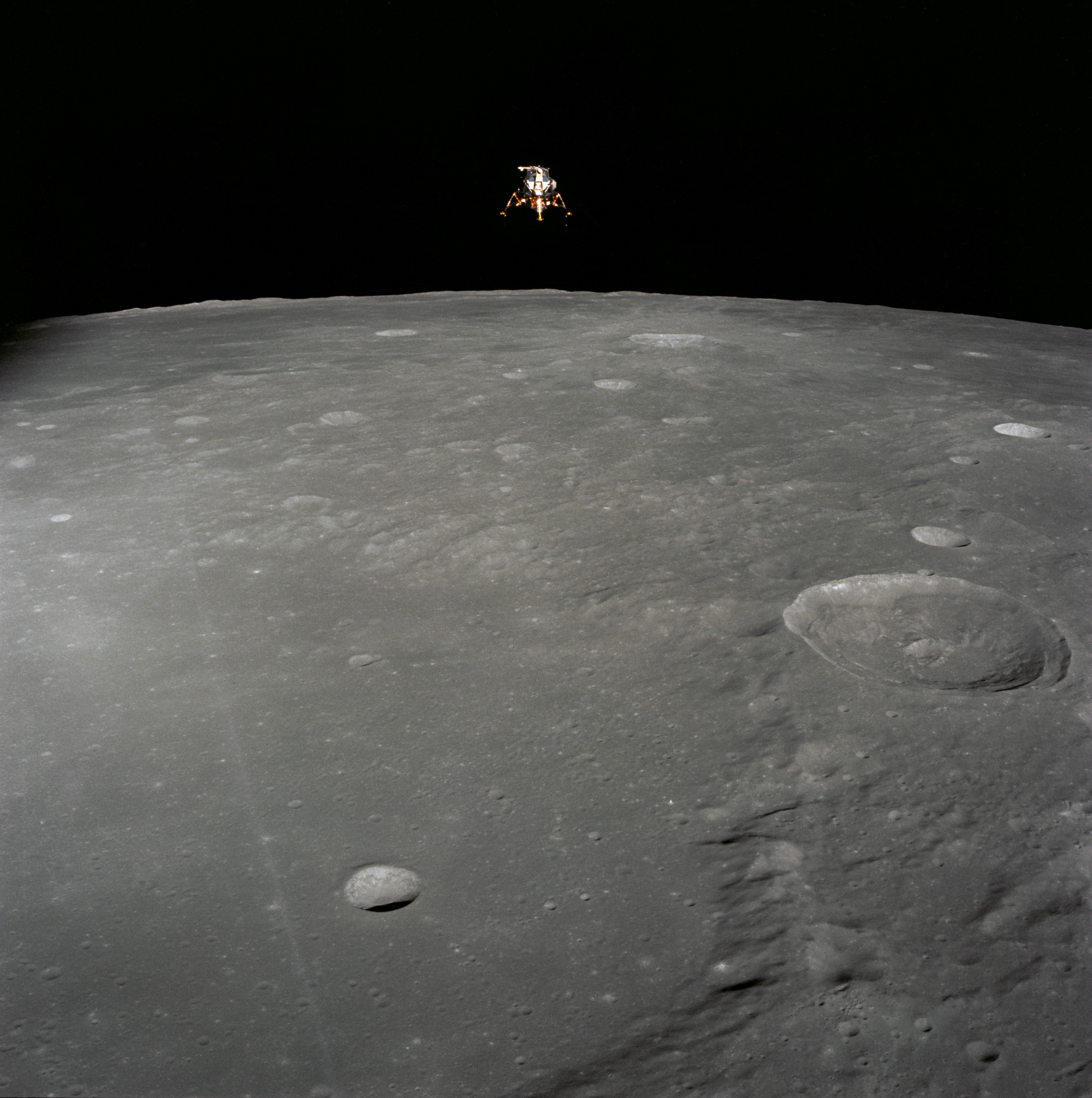
Le module lunaire Intrepid préparant sa descente vers la Lune le 19 septembre 1969.
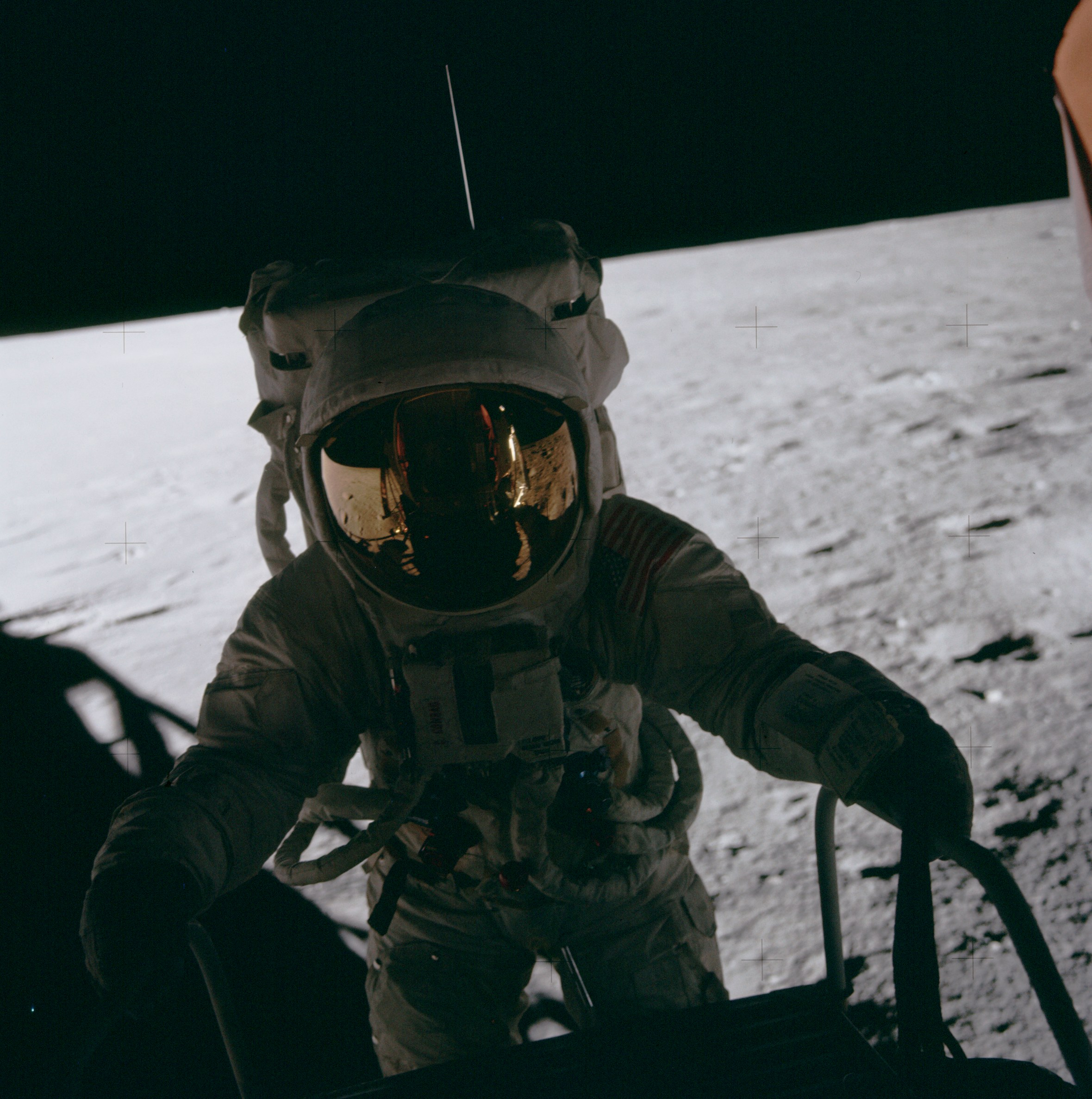
Conrad descendant sur le sol lunaire le 20 septembre 1969.
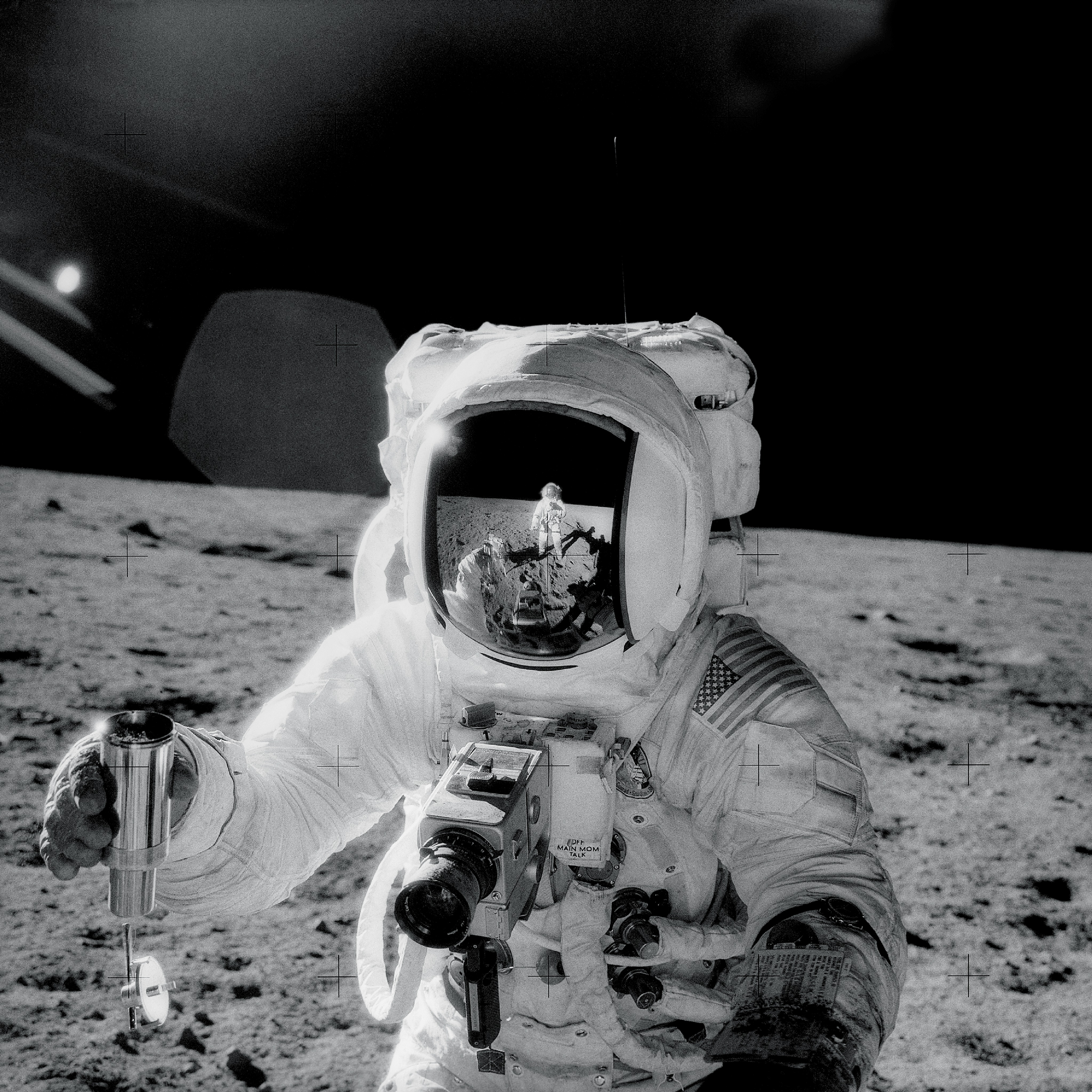
Alan Bean récupérant des échantillons lunaires le 20 septembre 1969.
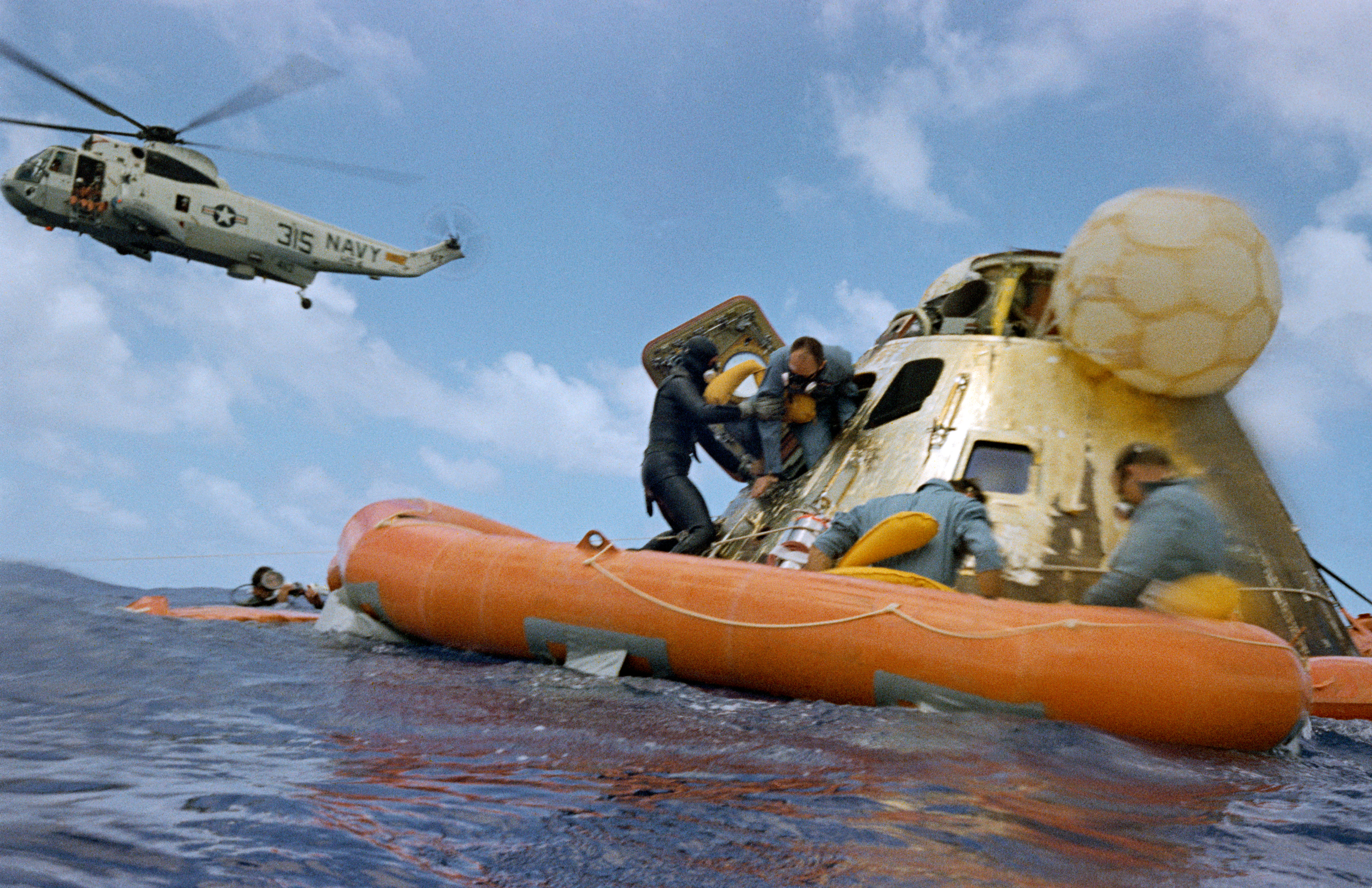
La capsule d'Apollo 12 amerrissant le 24 novembre 1969.

#### Skylab

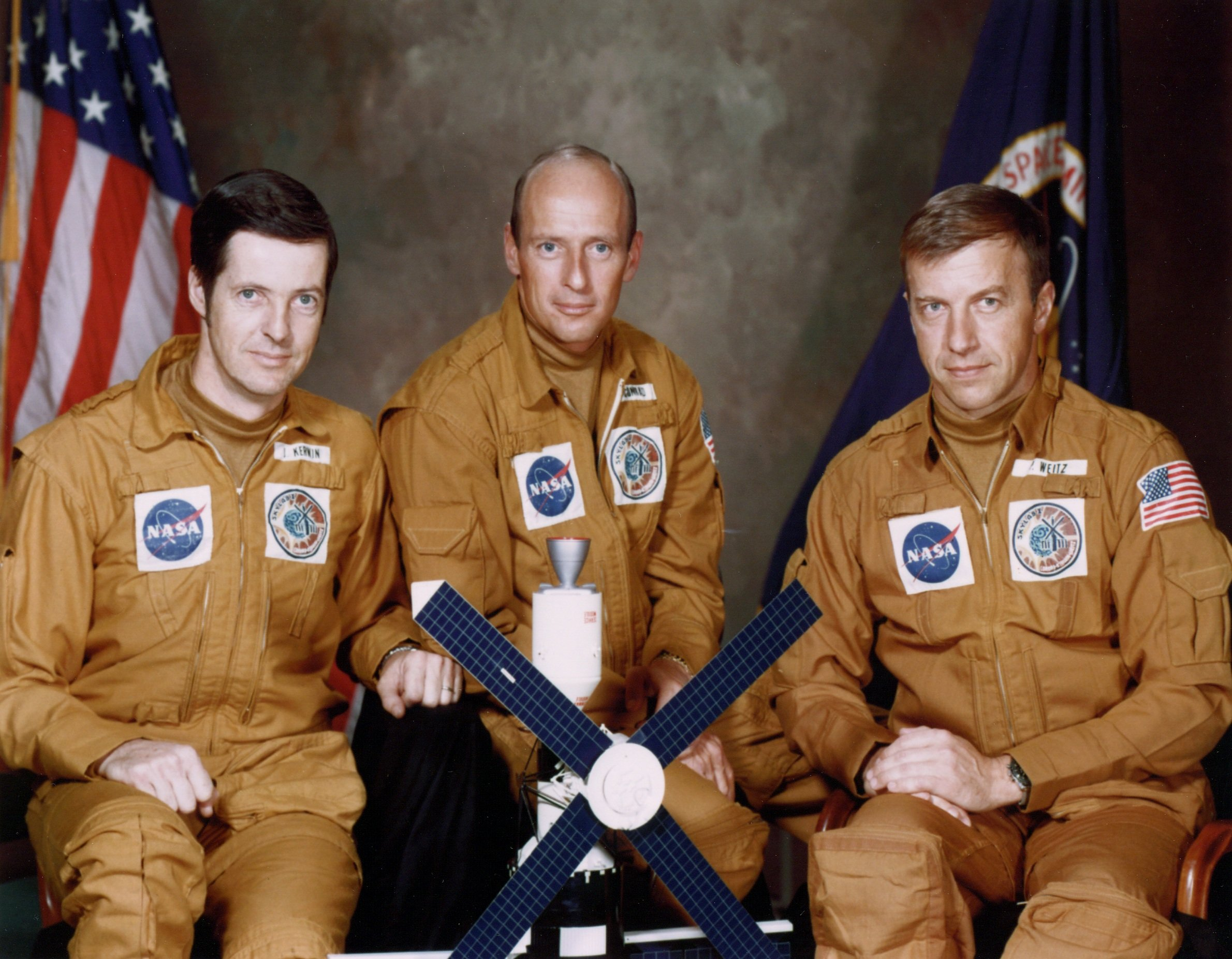
L'équipage de Skylab 2 en 1973 : le pilote scientifique Joseph Kerwin, le commandant Charles Conrad et le pilote Paul Weitz.

La dernière mission de Conrad est en tant que commandant de Skylab 2, le premier équipage à monter à bord de la station spatiale américaine Skylab. La station est endommagée car, lors de son lancement, son bouclier à micrométéoroïde s'est déchiré, emportant l'un des deux panneaux solaires principaux et bloquant le déploiement de l'autre. Conrad et son équipage réparent les dégâts lors de deux sorties extravéhiculaires dans l'espace. Conrad réussi à libérer le panneau solaire bloqué en forçant, une action dont il est particulièrement fier. Les astronautes érigent également un bouclier solaire « en parasol » afin de protéger la station contre l'intense chaleur solaire, fonction que le bouclier à micrométéoroïde perdu était censé jouer. Sans ce nouveau bouclier, Skylab et son contenu seraient devenus inutilisables. Le président des États-Unis Jimmy Carter rend hommage à Conrad en 1978 en lui décernant la Congressional Space Medal of Honor.
Avec l'équipage de Skylab 2, il bat pour l'époque le record de durée de vol dans l'espace (plus de 28 jours), ainsi que celui de durée cumulée (plus de 49 jours).
Au cours de sa formation pour Skylab 2, Conrad subit un accident de Northrop T-38 Talon le 10 mai 1972 et est obligé de s'éjecter de l'appareil. L'accident, survenu vers la base aérienne Bergstrom est liée à une panne de carburant suivant un déroutage lors du vol vers Houston après une visite à ILC Industries dans le Delaware. En effet, pour éviter une météo difficile sur la base aérienne Ellington (futur aéroport Ellington (en)), il se dirige vers l'aéroport international William P. Hobby et subit une panne de générateur lors de la descente en vol aux instruments. Interrompant son approche, il met le cap sur la base aérienne Bergström mais ne l'atteint pas.

Photographies de Skylab 2
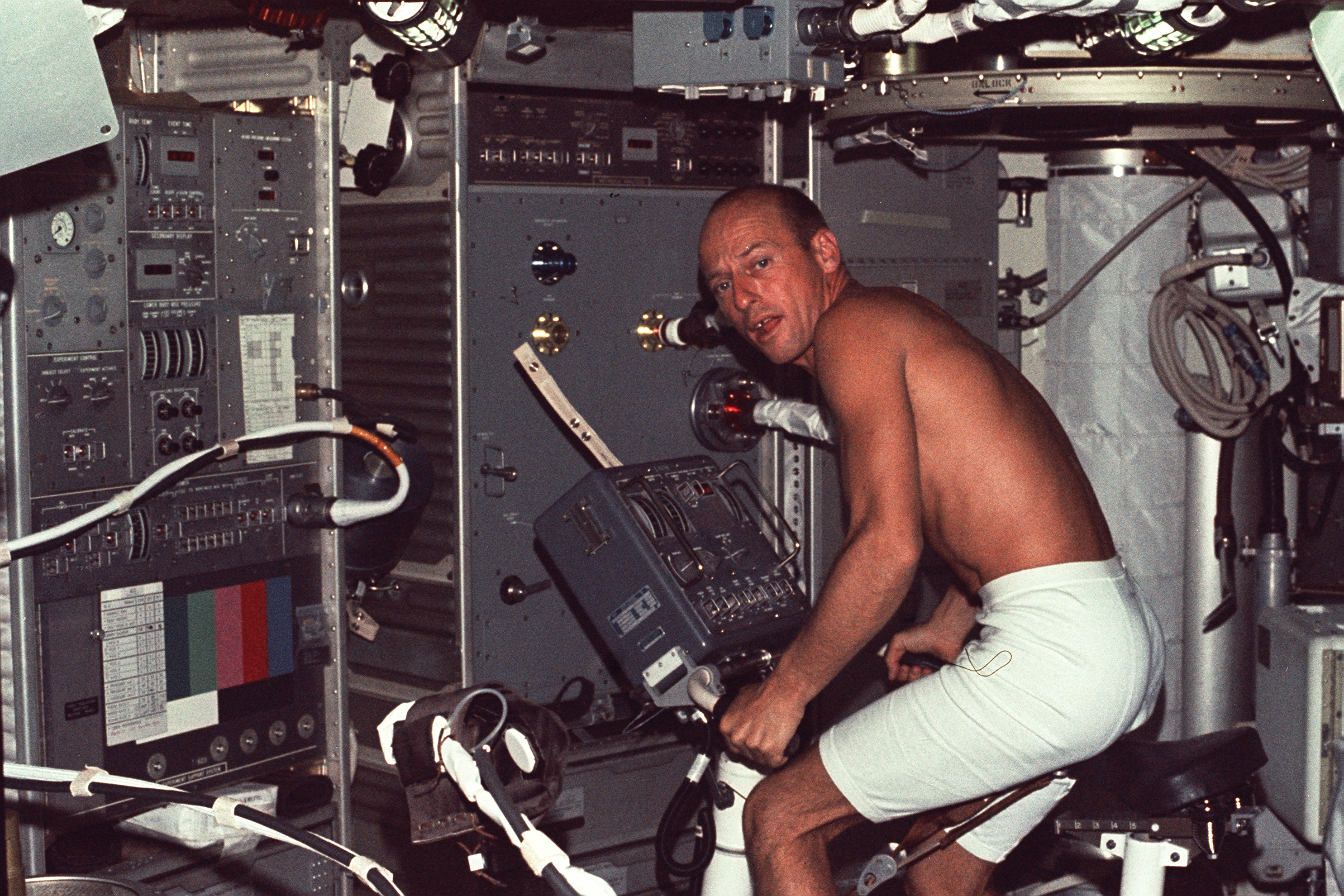
Conrad faisant du sport grâce à un ergomètre le 1er juin 1973.
- Vidéo de Conrad faisant du sport en juin 1973.
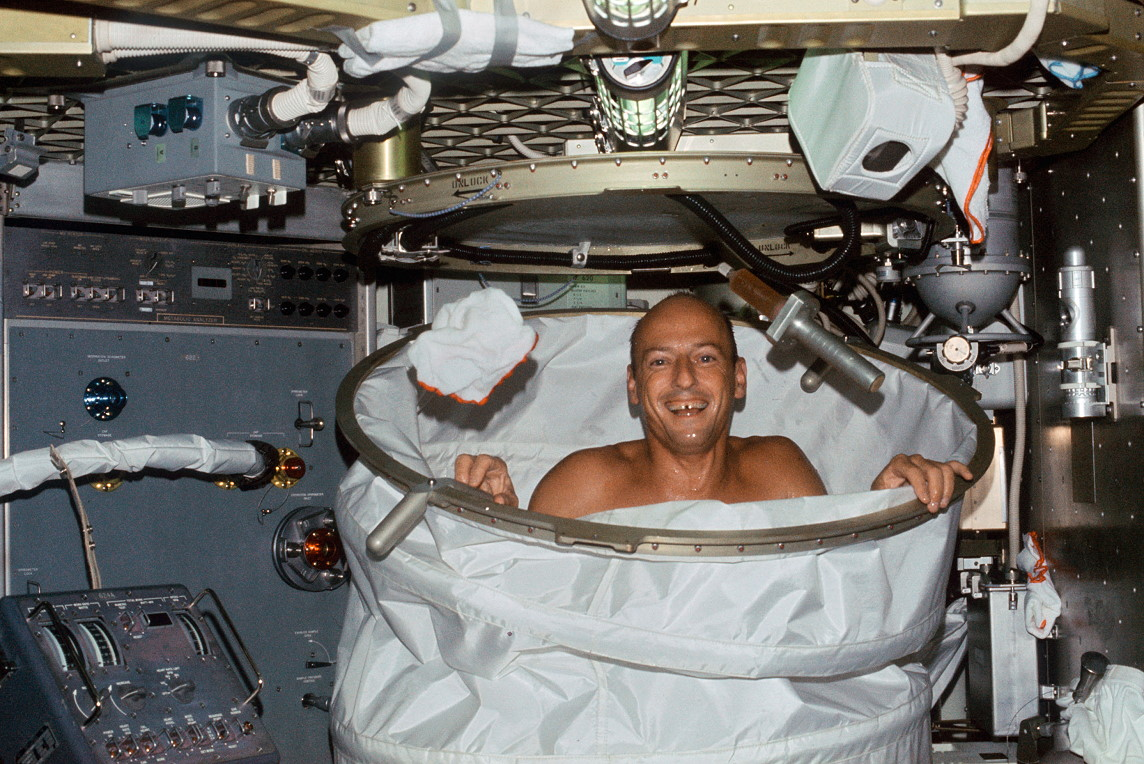
Conrad prenant une douche dans Skylab le 1er juin 1973.
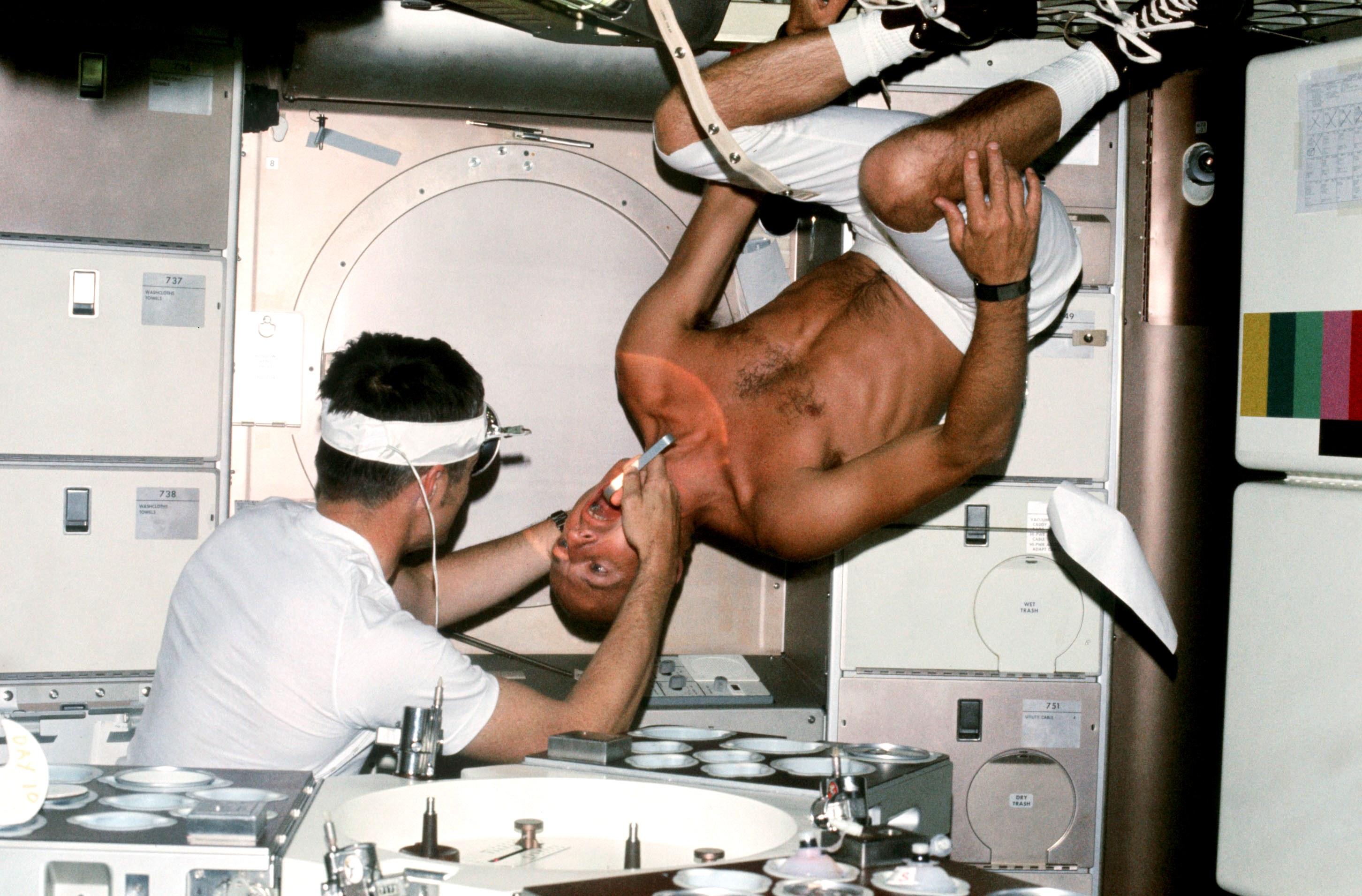
Joseph Kerwin examinant la dentition de Conrad en juin 1973.
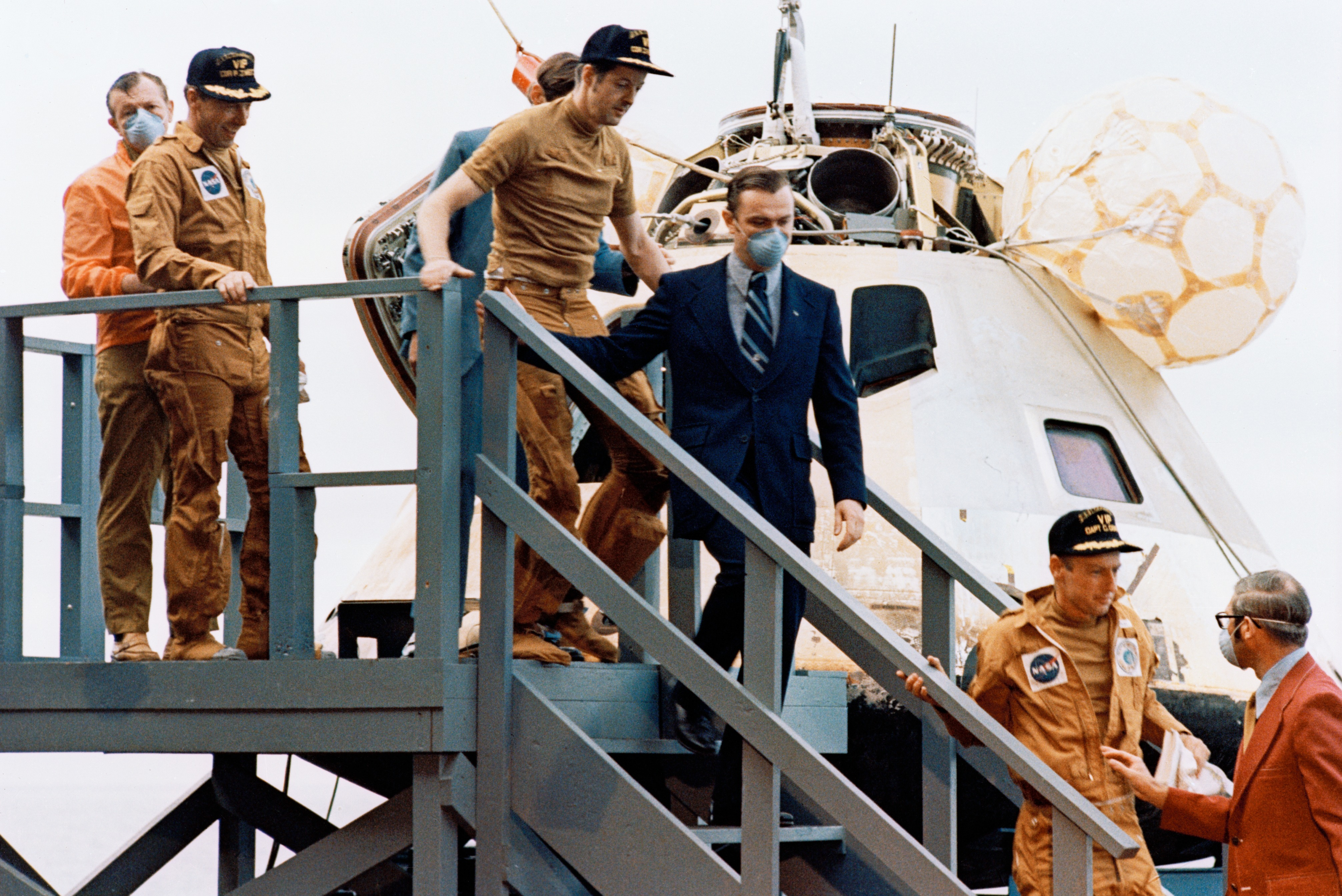
L'arrivée de l'équipage de Skylab 2 sur l'USS Ticonderoga le 22 juin 1973.

### Carrière postérieure

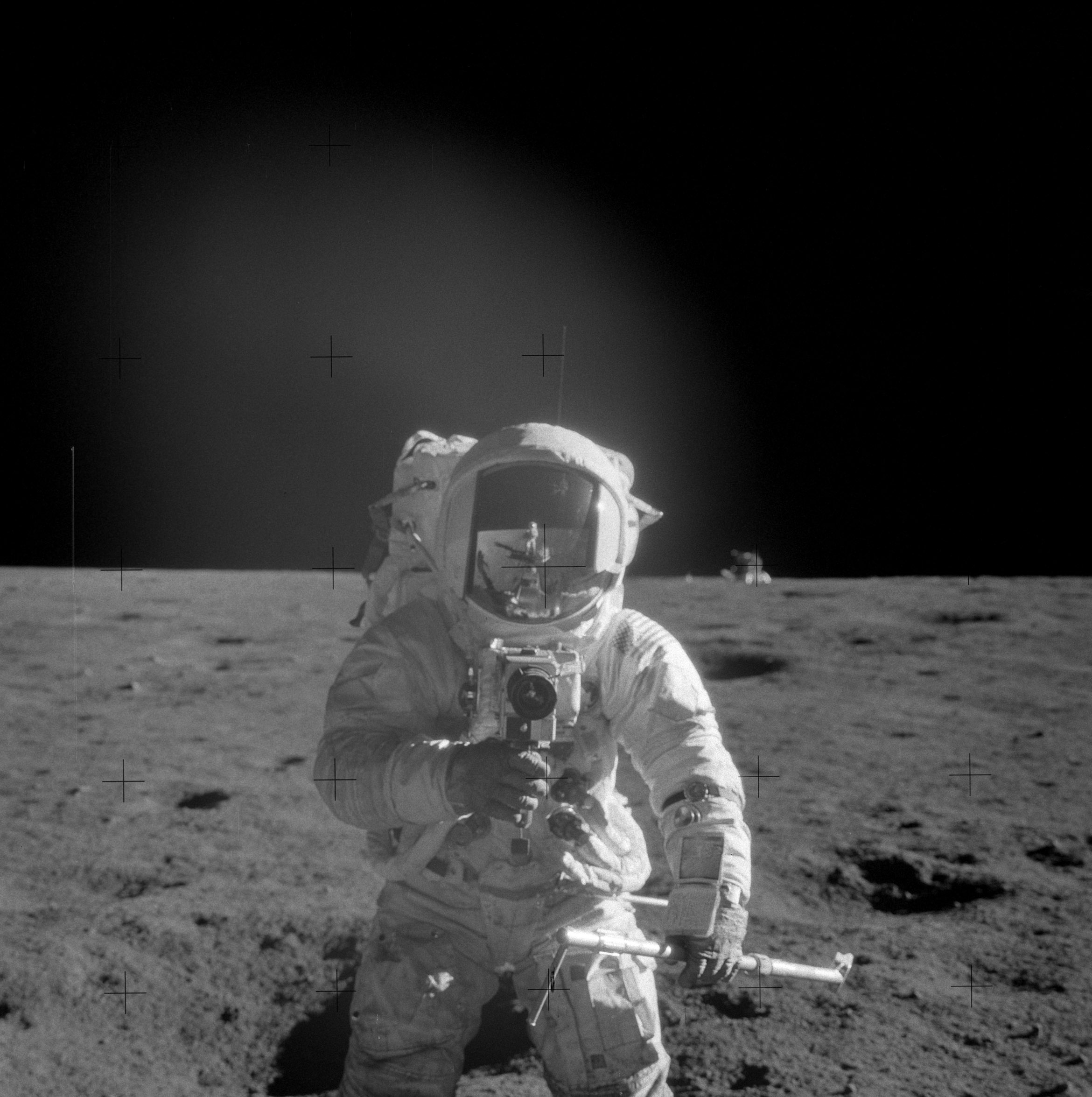
Charles Conrad photographié par Alan Bean (visible dans le reflet du casque) le 20 novembre 1969 pendant Apollo 12.

Conrad prend sa retraite de la NASA et de la Marine américaine en 1973 afin de travailler dans le privé pour American Television and Communications Company. Il débute en tant que vice-président des opérations et chef de l'exploitation. Conrad est chargé de l'exploitation des systèmes existants et du développement national de nouveaux systèmes de télévision par câble.
En 1976, il accepte un poste chez McDonnell Douglas en tant que vice-président et consultant. En 1978, il devient vice-président du marketing et est responsable des ventes commerciales et militaires de Douglas Aircraft Company. Lors du drame du vol 191 American Airlines qui touche un McDonnell Douglas DC-10 et entraîne la mort de tous les passagers et de l'équipage en 1979, Conrad coordonne les efforts de McDonnell Douglas visant à dissiper les craintes du public et des décideurs et à préserver la réputation de l'avion, sans succès. Malgré cela, en 1980, il est promu vice-président directeur du marketing, de 1982 à 1984, il est vice-président directeur du marketing et du support produit et en 1984, il est nommé vice-président du développement du commerce international. Au cours des années 1990, il est consultant pour le lanceur expérimental McDonnell Douglas DC-X (Delta Clipper) à un seul étage. Il devient vice-président du développement du projet en 1993.
Le 14 février 1996, Conrad fait partie de l'équipage lors d'un vol sans précédent autour du monde à bord d'un Learjet appartenant au pionnier de la télévision par câble, Bill Daniels (en). Le vol a duré 49 heures, 26 minutes et 8 secondes. Le jet est en exposition permanente au terminal C de l'aéroport international de Denver.
Un mois avant sa mort, Conrad apparaît dans l'émission de télévision Nightline d'ABC News et déclare : « je pense que la navette spatiale vaut un milliard de dollars par lancement. Je pense [même] qu'elle vaut deux milliards de dollars pour ce qu'elle fait. Je pense que la navette en vaut la peine pour le travail qu'elle fait ». Lors de son dernier entretien qu'il donne avant sa mort, Conrad participe à l'émission de télévision Nova de PBS et discute de l'endroit où il pense que la direction future du voyage dans l'espace doit aller. Il envisage un retour sur la Lune « comme un gaspillage d'argent des contribuables » et recommande des missions vers Mars et des astéroïdes.

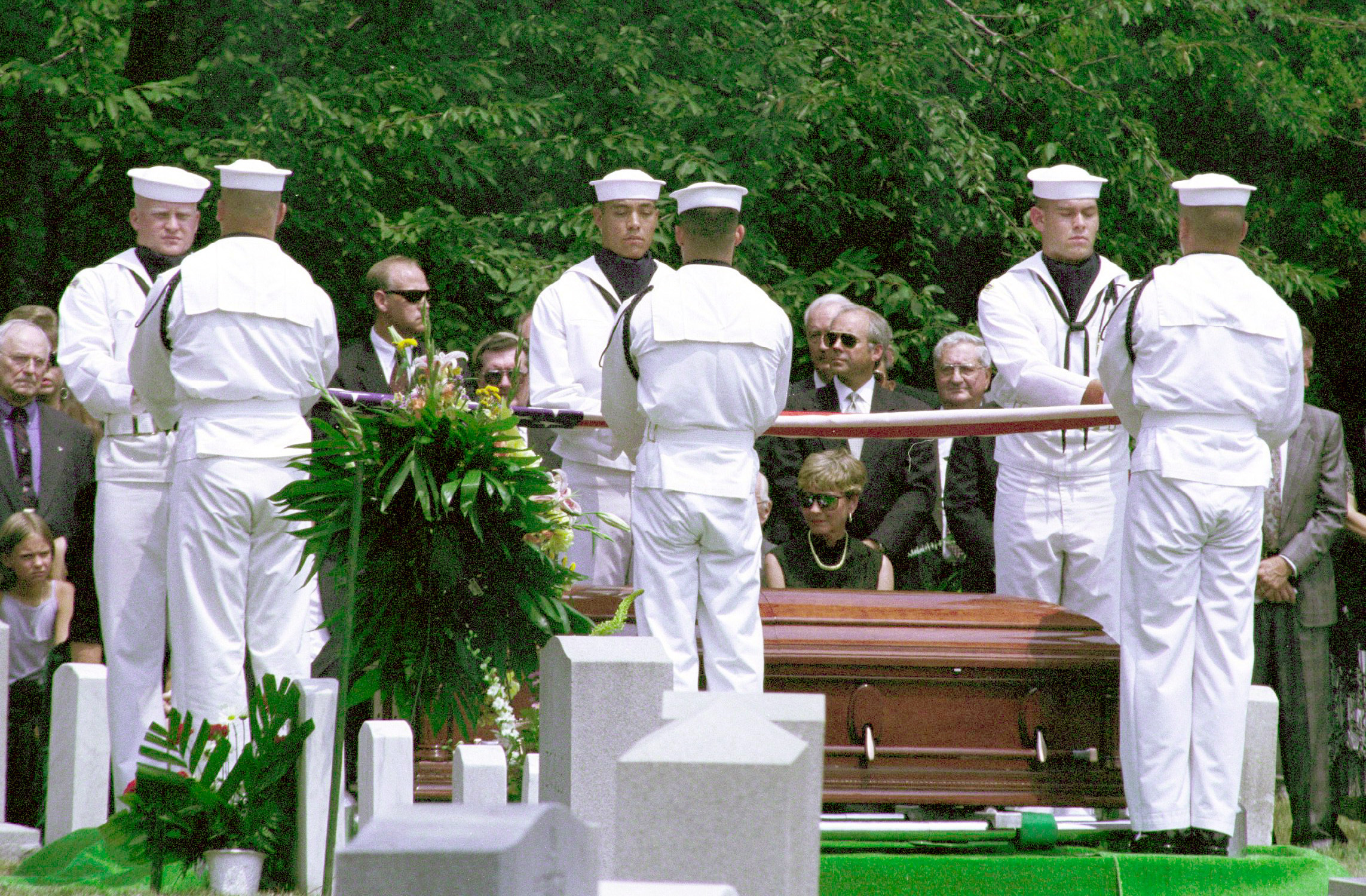
Funérailles de Charles Conrad au cimetière national d'Arlington le 19 juillet 1999.

Conrad meurt le 8 juillet 1999 à l'hôpital d'Ojai des suites d'un accident de motocyclette sur une route de Californie entre sa maison de Huntington Beach à Monterey,. Il est inhumé avec les honneurs au cimetière national d'Arlington, en présence de nombreux astronautes d'Apollo.

### Vie privée
À Princeton, Conrad rencontre Jane DuBose, étudiante au Bryn Mawr College, dont la famille est propriétaire d'un ranch de 650 hectares près d'Uvalde au Texas. Son beau père, Winn DuBose, est la première personne à appeler Conrad « Pete » plutôt que « Peter », le nom qu'il utilisait depuis sa naissance. Après avoir obtenu son diplôme de Princeton et accepté sa commission de la marine, Conrad et Jane se sont mariés le 16 juin 1953. Ils ont quatre fils : Peter (né en 1954), Thomas (né en 1957), Andrew (né en 1959) et Christopher (né en 1960 et mort d'un cancer en 1990),. En 1988, Pete et Jane divorcent.
Conrad rencontre Nancy Crane (en), une femme divorcée de Denver, par le biais d'amis mutuels. Ils se marient en 1990. Nancy Conrad s'occupe de la Conrad Foundation depuis sa création en 2008. Cette fondation, nommée d'après l'astronaute, se consacre à accompagner des étudiants dans les disciplines STIM (science, technologie, ingénierie et mathématiques) à travers des opportunités entrepreneuriales. Elle est aussi coauteur de la biographie de Conrad, Rocketman : Astronaut Pete Conrad's Incredible Ride to the Moon and Beyond, en 2005.
Conrad est impliqué dans le scoutisme. Ses loisirs sont le golf, le ski nautique et la compétition automobile (Formule Vee). Sa devise personnelle est : « Quand tu ne peux être bon, soit coloré ».

## Distinctions, hommages et postérité

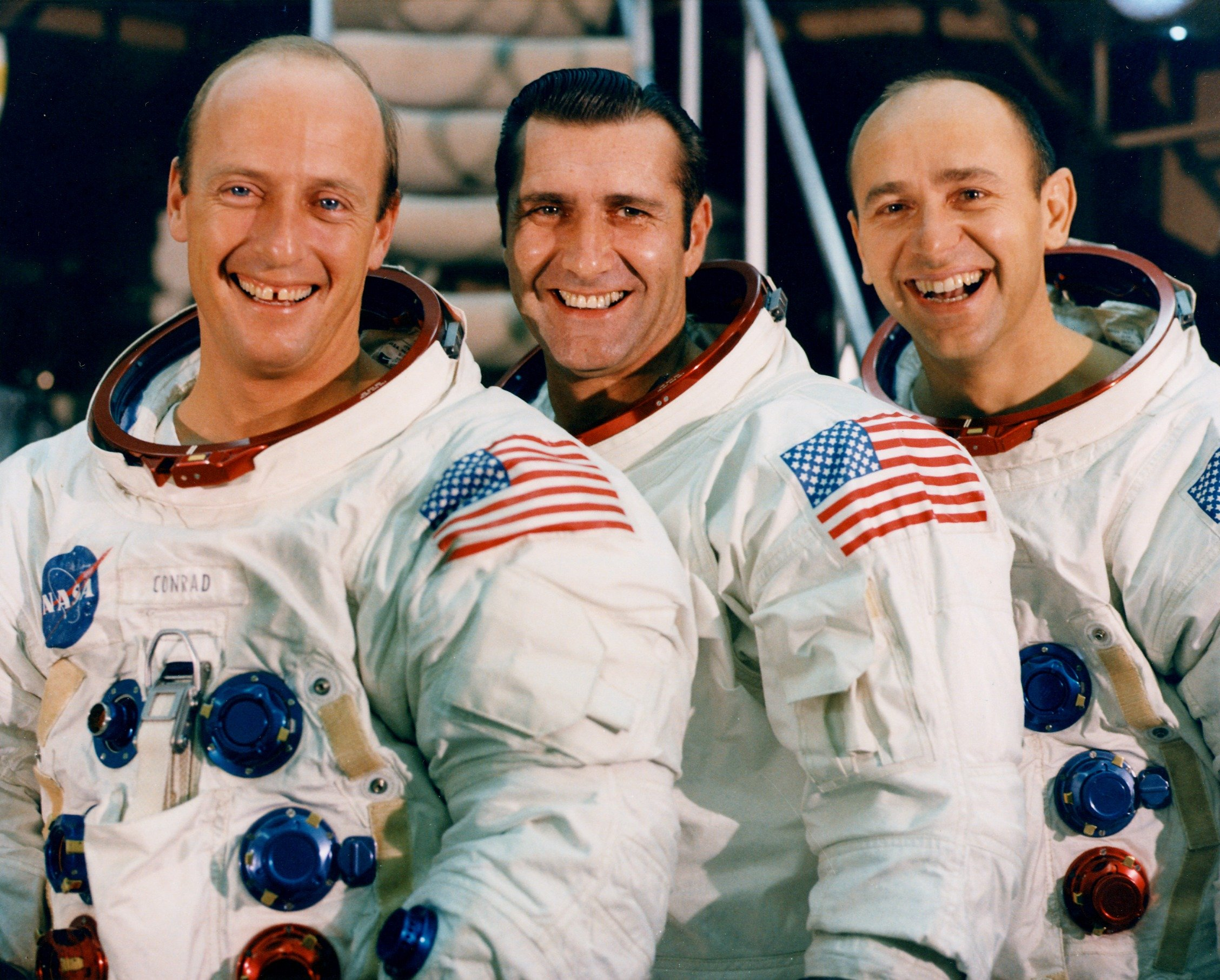
Conrad (gauche) avec Gordon et Bean devant un simulateur en 1969.

Charles Conrad est le troisième homme à marcher sur la Lune. Il cumule près de 50 jours en orbite au cours de ses quatre missions.
Il est le récipiendaire de deux Navy Distinguished Service Medals, deux Distinguished Flying Cross, une Congressional Space Medal of Honor en 1978, deux médailles du service distingué de la NASA, deux médailles du service exceptionnel de la NASA, une médaille d'or de l'espace Youri Gagarine remise par la Fédération aéronautique internationale (FAI), du trophée Harmon en 1974, du trophée Thompson en 1974 et du prix de l'ambassadeur de l'exploration pour son travail au service de l'agence et de la science à titre posthume en 2006.
Il est reçu dans plusieurs temples de la renommée liés à l'aviation et à l'aérospatiale. Il est l'un des dix astronautes du programme Gemini nommé à l'International Space Hall of Fame du musée de l'histoire spatiale du Nouveau-Mexique en 1982 et Conrad et ses collègues astronautes du programme Gemini sont aussi intronisés au United States Astronaut Hall of Fame du centre spatial Kennedy en 1993. Conrad reçoit une maîtrise honorifique en arts de l'université de Princeton en 1966, un doctorat honorifique en droit de la Nebraska Wesleyan University (en) en 1970 et un doctorat honorifique en sciences du Kings College (en) en 1971.
Les trois équipages d'astronautes du programme Skylab reçoivent le trophée Collier en 1973 pour « avoir prouvé au-delà de tout doute la valeur de l'homme dans les explorations futures de l'espace et la production de données utiles à tous les habitants de la Terre »,. Gerald Carr accepte le trophée commémoratif Dr Robert H. Goddard en 1975 remis par le président des États-Unis Gerald Ford aux astronautes de Skylab.
Conrad était membre de l'American Astronautical Society (AAS), de l'Académie des sciences de New York, de l'American Institute of Aeronautics and Astronautics (AIAA) et de la Society of Experimental Test Pilots (SETP).
Un arbre planté au centre spatial Lyndon B. Johnson lui est consacré, comme pour d'autres astronautes morts.
Conrad est présent dans le livre de Tom Wolfe L'Étoffe des héros de 1979. Il apparaît aussi dans une publicité télévisée d'American Express,. Conrad joue son propre rôle dans le téléfilm Plymouth (en) (1991) ayant pour sujet une base lunaire fictive et dans le téléfilm Stowaway to the Moon (en) (1975).
Dans le film Apollo 13 (1995), Conrad est interprété par David Andrews. Dans la mini-série De la Terre à la Lune (1998), il l'est par Peter Scolari et par Paul McCrane, selon les épisodes. Dans le film First Man : Le Premier Homme sur la Lune (2018), Conrad est interprété par Ethan Embry.